# Historia del ferrocarril en la Argentina

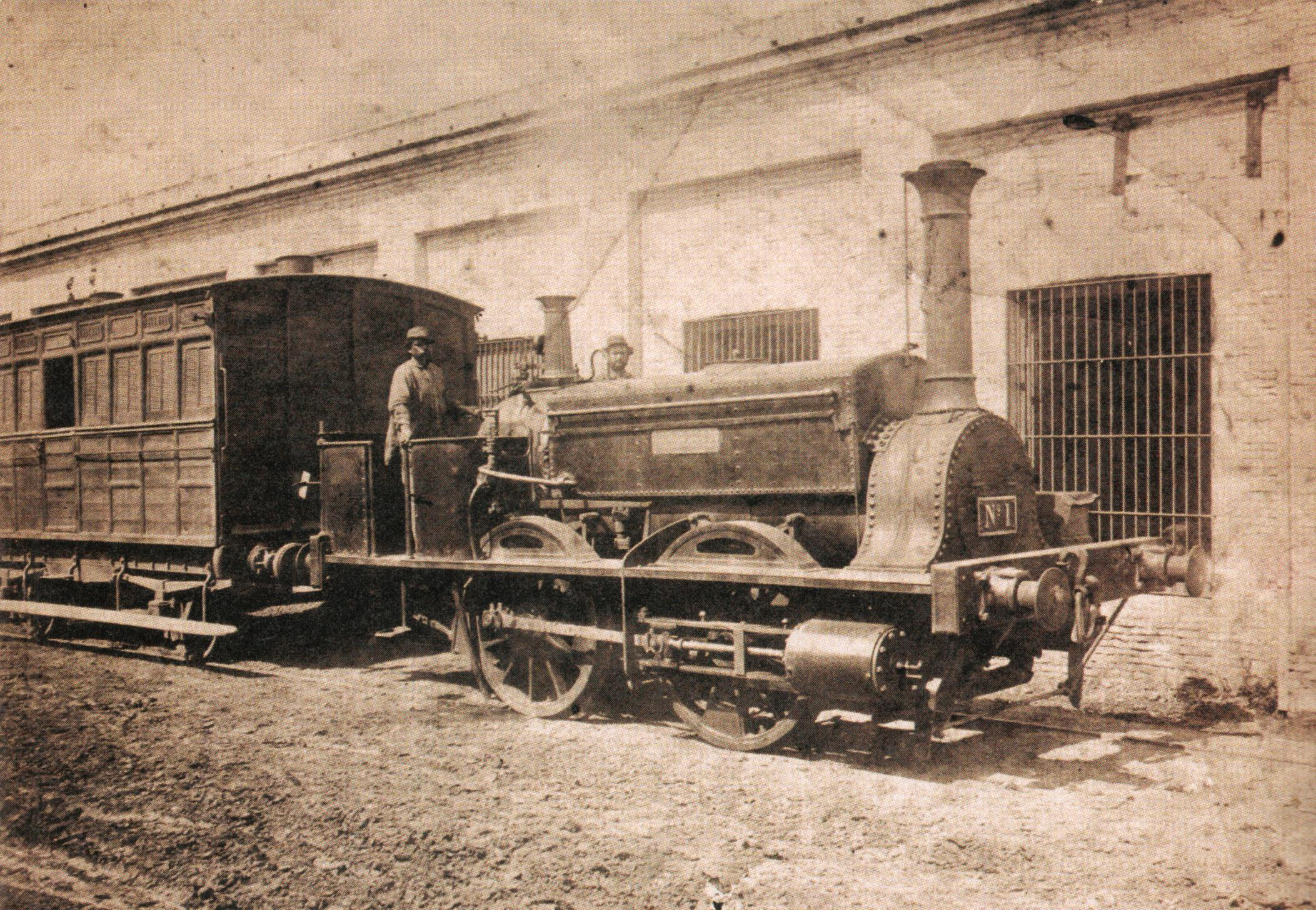
La Porteña, la primera locomotora del Ferrocarril Oeste.

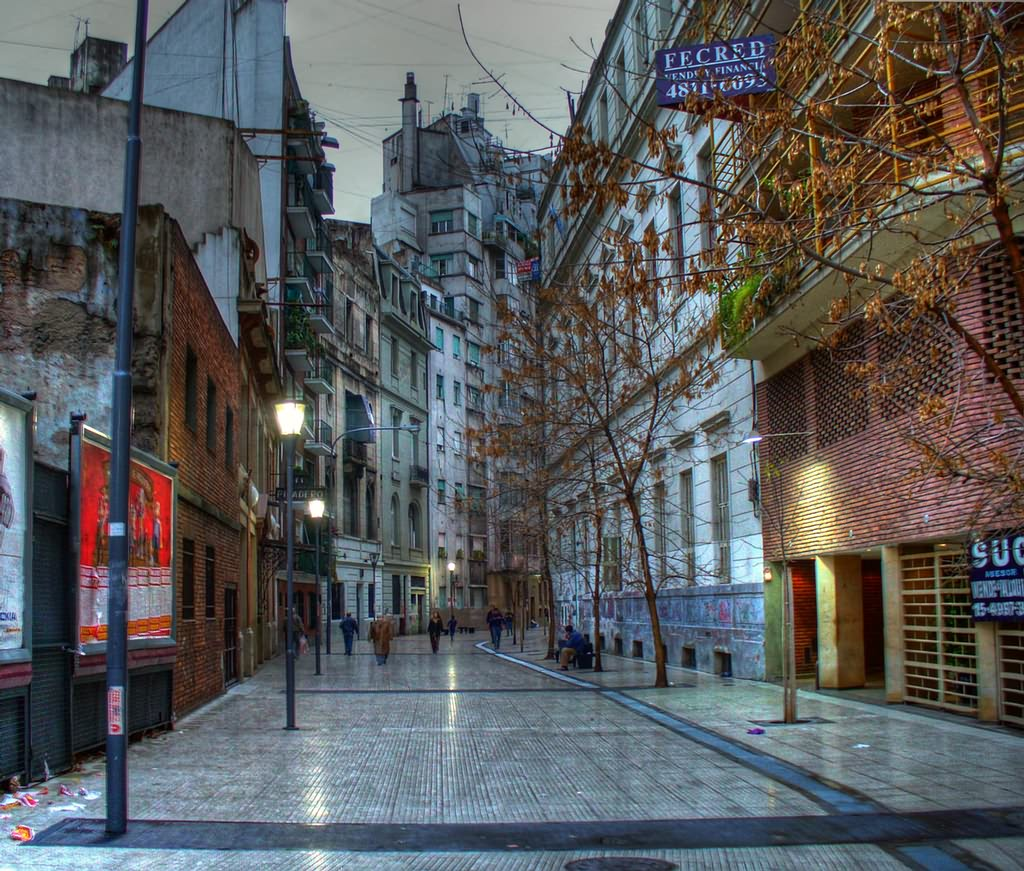
Por el pasaje Enrique Santos Discépolo pasó la traza del primer ferrocarril argentino.

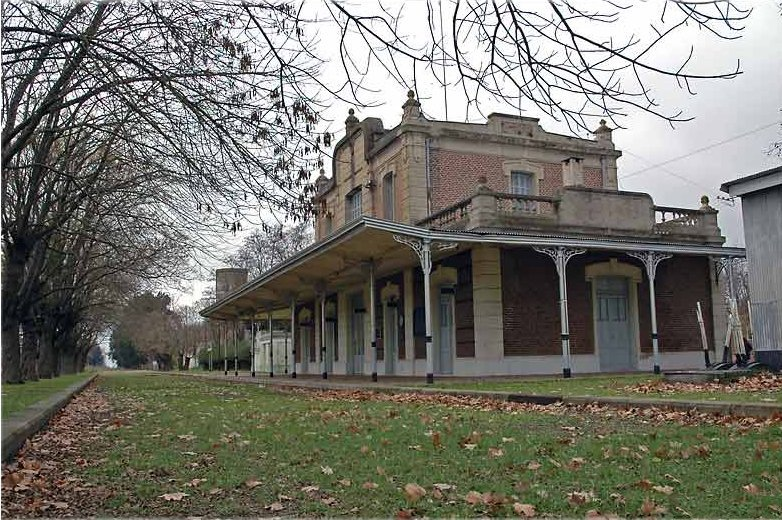
Estación Patricios del Ferrocarril Belgrano. A partir del año 1993 dejaron de pasar generalmente trenes por esta estación.

Red ferroviaria en la ciudad de Buenos Aires en la década de 1880.

La Historia del ferrocarril en la Argentina comenzó en la década de 1850 en Buenos Aires y se extendió rápidamente por las provincias interiores, en particular las de la llanura pampeana, donde era más sencillo instalar vías por su relieve llano, y donde era más probable conseguir cargas, ya que se trata de uno de los suelos agrícolas más fértiles del mundo.
El ferrocarril tuvo en la Argentina un desarrollo explosivo, alcanzando a principios del siglo XX más de 20 000 kilómetros de vías. La mayor parte de las líneas fueron construidas por empresas británicas, con capital en parte de origen europeo pero con grandes aportes del Estado nacional. Varias de las que fueron construidas por el propio Estado fueron, con el tiempo, privatizadas, con gran perjuicio para el Estado. El número y largo de vías siguió creciendo –aunque con mucha lentitud– hasta la década de 1950, pero ya eran más una carga para el país que un aporte a su desarrollo; de modo que el presidente Juan Domingo Perón nacionalizó la totalidad de las empresas ferroviarias privadas.
La empresa que reunió todas las líneas férreas, Ferrocarriles Argentinos, llegó a ser un modelo de ineficiencia, abandono, envejecimiento de los bienes de capital y –sobre todo– de déficit operativo. Eso llevó a que durante tres décadas se analizara la privatización del conjunto de los ferrocarriles en el país, entendiéndose que las líneas no rentables serían clausuradas. En la década de 1990, el presidente Carlos Menem privatizó la mayor parte de las líneas, logrando algunos resultados positivos durante un tiempo; pero los problemas operativos y el déficit que el sistema ferroviario causa al Estado argentino volvieron a ser su principal característica hasta el presente.

## Antes del ferrocarril
No es mucho lo que se sabe sobre los caminos que unían las ciudades españolas de la actual Argentina hasta el último tercio del siglo XVIII; para este último período, en cambio, se cuenta con el extenso informe del visitador de correos del Virreinato del Perú, Alonso Carrió de la Vandera, que en 1776 fue publicado como libro con el título de El lazarillo de ciegos caminantes, en que relataba todo el camino desde Buenos Aires hasta Lima, informando acerca de las ciudades, pueblos, haciendas, parajes y caminos que debían recorrerse. Para esa época, la mayor parte de los caminos principales estaban fijados –ya no eran sólo huellas que había que buscar en las llanuras o sierras– y las postas en que se cambiaban caballos, bueyes o mulas estaban ya establecidas. Los cambios de algunas postas significaban cambios en las rutas principales, y también determinaban el progreso o el abandono de los pueblos implicados.
Durante la época de la independencia y la mayor parte de la de las autonomías provinciales no hubo grandes cambios, y la carreta siguió siendo el medio de transporte más adecuado, que daba empleo a un estimado de diez mil empleados y peones. El límite del alcance de las carretas y los carruajes estaba dado por las ciudades de Mendoza, en el camino a Chile, y San Salvador de Jujuy, en camino al Alto Perú. De allí en adelante, tanto el transporte de personas como el de mercaderías se hacía a lomo de mula.

### Galeras y mensajerías
La primera diligencia que llegó al Río de la Plata fue llevada por el médico Tomás O'Gorman; por alguna razón se le dio el nombre de galera, y así se llamaron hasta mediados del siglo XX, aunque su uso comercial comenzó a fines de la época de Rosas. Es en esa época que cristalizó el modelo tirado por seis a diez caballos, cada uno o uno de cada dos montados por un postillón que los castigaba y azuzaba permanentemente. En 1852 ya existía como mínimo una empresa de "mensajerías" –transportaban, además de los pasajeros, las cartas, papeles oficiales y periódicos–, propiedad de Patricio Fernández y Juan Rusiñol, que operaba con las galeras construidas por el empresario Luis Sauze, que las fabricaba desde 1848. Prestaban un servicio de transporte de personas y correo entre Buenos Aires y muchos pueblos del interior de ese territorio, incluyendo Cañuelas, Lobos, Chascomús, Dolores, Tandil, Mercedes y San Nicolás de los Arroyos.
En 1854 el gobierno de la Confederación Argentina, de la que se había separado por entonces el Estado de Buenos Aires, firmó un contrato con Mensajerías Argentinas Iniciadoras, una gran empresa de diligencias dirigida por José Rusiñol y Joaquín Fillol, para transportar personas, equipajes y correo entre Rosario, Santa Fe, Córdoba y Mendoza. Aprovechaban el trabajo que había estado haciendo Timoteo Gordillo, un empresario riojano, a cuenta del gobierno de la Confederación, por el cual mejoró mucho las rutas y las postas. Trazó una serie de caminos, estableciendo nuevas postas y reubicando otras –por los caminos trazados por Gordillo transcurren en la actualidad la mayoría de las rutas nacionales del centro del país. Al formalizarse la gran empresa de Rusiñol y Fillol, Gordillo renunció y se fue a los Estados Unidos, hasta la finalización del contrato en 1857.
A su regreso en 1857, Gordillo llevaba consigo tres buques cargados con cien galeras, más ciento cincuenta carretas y carretillas de un modelo muy diferente al argentino –además de molinos de viento e implementos agrícolas. Formó la empresa Mensajerías Argentinas, asociándose en la misma con el presidente Justo José de Urquiza, el vicepresidente Salvador María del Carril y el general y ministro Benjamín Virasoro, que se asignaron a sí mismos el negocio de cubrir los circuitos entre Rosario, Paraná, Santa Fe, Córdoba y Mendoza. Dado que a sus poderosos socios no les interesó ir más allá, Gordillo creó en Córdoba La Primera Cordobesa para viajar a Tucumán y Salta; años más tarde, sería el Estado el que se encargaría de construir la línea ferroviaria entre Córdoba y Tucumán que a los privados seguía sin interesarles.
En el Estado de Buenos Aires existían las Postas Peninsulares al Sud, de José Blanco Casariego, y Ninfas del Plata y Mensajerías Españolas y Americanas, de Torres y Osorio.
La empresa casi monopólica de Gordillo duró hasta la derrota de la Confederación en la batalla de Pavón de 1861, tras la cual el presidente Bartolomé Mitre favoreció ampliamente a las empresas porteñas, de modo que Gordillo debió vender la empresa a Luis Sauze. Mantuvo funcionando algunas empresas más pequeñas, pero a fines de los años 1870 ya había sido desplazado por el ferrocarril, lo mismo que las empresas porteñas de Sauze y de otros propietarios. Las galeras seguirían circulando hasta mediados del siglo XX, especialmente al servicio de pueblos sin estación ferroviaria, pero la época de las grandes empresas de galeras había pasado hacía mucho tiempo. El último empresario notable fue Marco Mora, de Azul, que fue el primero en unir por líneas regulares de galeras la ciudad de Buenos Aires con Bahía Blanca, Carmen de Patagones y General Roca, a finales de los años 1880.

## Primeras líneas
Si bien los ensayos para ferrocarriles llevaban ya más de cincuenta años, la primera locomotora funcional que arrastró vagones de servicio público apareció en 1825, creada por Robert Stephenson en Inglaterra. En la época de la batalla de Caseros, en 1852, solo unos cuantos países tenían ya líneas férreas. A ellos se sumaría en los años siguientes la Argentina, o más precisamente el Estado de Buenos Aires.

### La primera línea férrea argentina
Tras unos años de guerra continua contra la Confederación, y también contra los indígenas, en 1855 pareció que comenzaba un período de paz para el Estado de Buenos Aires; de modo que se iniciaron varias grandes inversiones, tales como el Muelle de Pasajeros del puerto de Buenos Aires y la Aduana Taylor. El gobierno invitó a los inversores a proyectar líneas férreas con la idea de crear algunas, y en ese año alcanzó a firmar seis diferentes contratos con empresas inglesas. Pero sólo una logró hacerse realidad: la Sociedad del Camino de Hierro de Buenos Aires al Oeste, fundada en 1853; pero la mayor parte de la financiación corrió por parte del Estado, que aportó más un millón de pesos y luego aportaría otros seis millones para la posterior extensión de la línea, y renunció a percibir dividendos, a convertir el aporte en deuda o a reclamar acciones a cambio de los aportes. En 1857, la Sociedad construyó una línea de 9,8 km de largo que unía la estación Del Parque, ubicada donde actualmente se emplaza el Teatro Colón, en la ciudad de Buenos Aires, y la estación La Floresta, al oeste de ésta, en una zona casi enteramente rural. Su recorrido dentro de la ciudad iba por las calles abiertas al público hasta la actual estación Once de Septiembre, y desde allí en adelante transitaba entre las quintas, a corta distancia del antiguo camino real que llevaba desde la capital al oeste. Fue la primera línea del futuro Ferrocarril Oeste de Buenos Aires, antecesor del Ferrocarril Domingo Faustino Sarmiento.
Los primeros rieles, importados desde Gran Bretaña, fueron insuficientes para completar el trayecto, y fueron reemplazados por otros, hechos de madera enchapada en hierro; éstos causaron que el primer viaje de prueba descarrilara a poco de iniciarse. La información fue mantenida en secreto y los rieles se cambiaron por rieles macizos de hierro, de un formato similar a los que se usan actualmente.
El segundo viaje, del  29 de agosto de 1857, en cambio, tuvo numerosos invitados de honor, y sus pasajeros lo completaron sin ningún contratiempo, aunque volvieron a descarrilar en el viaje de vuelta. La locomotora, bautizada La Porteña, y probablemente los vagones de ese primer viaje eran rezagos de la Guerra de Crimea. Utilizaban una trocha ancha, de 1676 mm de ancho, una medida muy poco usual, pero que fue una de las más usadas en la Argentina a partir de entonces.
Entre el 30 de agosto de 1857 y el último día del año, esa vía transportó 56 190 pasajeros y 2257 toneladas de carga; en su primer año transportó 185 566 pasajeros y 6747 toneladas de carga al año. Para proveer de pasajeros a la estación del Parque se habilitó un servicio de galeras que recorría varios barrios céntricos. El único tren –aunque había dos locomotoras– estaba formado por tres vagones para treinta pasajeros cada uno; además transitaban vagones de carga con una capacidad de  cinco toneladas cada uno. Se había planificado utilizarlo principalmente para carga, pero las cantidades cargadas no resultaron significativas. El resultado a corto plazo fue que era principalmente utilizado para llevar familias a veranear a las quintas de los alrededores. Más tarde, con un trayecto más largo, empezó a recibir cantidades crecientes de carga y hacerse más rentable, pero para la sociedad que lo había construido ya era tarde, y sus deudas superaban ampliamente sus recursos.
La Sociedad Caminos de Hierro tuvo graves contratiempos financieros, y –pese a que se había comprometido a avanzar mucho más rápidamente– hacia 1860 sólo había logrado llegar hasta Moreno, a sólo 39 km del centro de Buenos Aires. Cuando su situación financiera empeoró aún más, el primer día del año 1863, el gobierno de la Provincia de Buenos Aires, ya reintegrada a la República Argentina, se hizo cargo de la empresa y de sus instalaciones y material rodante con el nombre de Ferrocarril Oeste de Buenos Aires.
El gobierno porteño intentó infructuosamente privatizar la empresa ofreciéndolo repetidamente en el Reino Unido, pero no recibió ninguna oferta. El intento no estaba relacionado con un supuesto déficit operativo: la administración estatal otorgaba muy buenos beneficios al erario provincial.
De modo que, bajo propiedad y administración estatales, en 1864 se alcanzó la entonces villa de Luján, y dos años más tarde Chivilcoy, que durante mucho tiempo fue la ciudad más importante del centro de la provincia, en gran parte debido a la estación del ferrocarril. El avance del ferrocarril fue un gran empuje para la ganadería ovina, que pasó rápidamente a ser la principal fuente de exportaciones del país; sólo posteriormente se desarrollaría el cultivo de cereales.
En 1868, en plena Guerra del Paraguay, el Congreso ordenó iniciar los estudios para llevar el ferrocarril hasta el Océano Pacífico.

### Primer ferrocarril en el interior
El ingeniero estadounidense Allan Campbell había proyectado el primer ferrocarril construido en Sudamérica: el de Copiapó a Caldera, en Chile, construido por William Wheelwright. En septiembre de 1854, Campbell propuso al presidente Urquiza realizar un proyecto y presupuesto para el trazado de una línea ferroviaria entre Rosario y Córdoba. Éste fue presentado –en inglés– a fines de 1855 al gobierno de la Confederación, acompañado de un presupuesto que resultaba ser de casi cinco millones de pesos fuertes. Para una longitud de 247 millas o 396 kilómetros, eran apenas algo más de veinte mil pesos fuertes por milla, o 12 560 pesos fuertes por kilómetro. El cálculo para el Ferrocarril Oeste de Buenos Aires había oscilado entre los once mil y los trece mil pesos fuertes por kilómetro, para después aumentar a quince a dieciseismil pesos por kilómetro.
El trazado del riel seguiría casi exactamente la ruta de Gordillo: una línea recta de Rosario hasta un punto frente al pueblo de Villa Nueva –donde nacería la ciudad de Villa María– y otra línea recta desde allí hasta la ciudad de Córdoba.
No obstante, el estado de guerra intermitente con Buenos Aires impidió la concreción del proyecto. Fue retomado tras la unificación del país bajo dirección porteña a partir de 1863. Inicialmente se iba a aceptar su construcción por un consorcio de comerciantes de Rosario, pero la ley exigía un fuerte depósito en concepto de caución, que los empresarios locales no pudieron presentar. Es por eso que fue concesionado a la empresa ferroviaria de Buschental y Wheelwright, que llamaron a la línea Ferrocarril Central Argentino. Sorpresivamente, el costo por milla se había elevado sin explicación a treinta mil pesos fuertes por milla, casi un 50% más del que había calculado Campbell. Este valor elevado resultó muy negativo para el país, ya que sobre el nuevo presupuesto se le garantizó a la empresa una tasa de ganancia mínima del 7%. Aunque Wheelwright se negó a pagar la caución que había dejado afuera a los comerciantes rosarinos, de todos modos se le asignó la construcción de la línea. Además, se expropiaban todas las tierras rurales hasta media legua a cada lado de las vías, que sus propietarios cobraban en acciones de la compañía, y que se entregaban en propiedad al ferrocarril; esta práctica se repetiría con las empresas privadas hasta principios del siglo XX, y en la mayoría de los casos sería de una legua a cada lado. De esa forma, en la práctica fue el Estado nacional quien pagó la mayor parte de las obras, que quedaron en manos de inversores privados.
El primer tramo terminó en Cañada de Gómez, donde estuvo la punta de rieles durante varios años; el segundo se estableció en Villa María, y en 1870 logró llegar a Córdoba. Para ese entonces, el director de la compañía ya no era Wheelwright, sino Tomás Armstrong, quien dirigió la mayor parte de la construcción. Comparada con las vías actuales, no usaban balasto sino tierra apisonada para nivelación, y los durmientes estaban mucho más separados, lo cual impedía el tránsito de locomotoras y trenes muy pesados. Además, el único par de rieles se elevaba apenas 30 cm sobre el suelo –en la actualidad la mayor parte de los terraplenes supera ampliamente el metro de altura.
En noviembre de 1867, cuando las vías sólo llegaban hasta Villa María, se sancionó un decreto para la construcción por el Estado nacional de un ramal desde Villa Nueva hasta San Luis, con posibilidad de extenderlo hasta Mendoza y San Juan. Para su construcción fue contratado el ingeniero Pompeyo Moneta.

### El Ferrocarril al Sur
Un mes antes de la batalla de Pavón, el financista Eduardo Lumb pidió autorización a la Legislatura de la Provincia de Buenos Aires para construir un ferrocarril desde Constitución hasta Chascomús, siempre que se le garantizase una ganancia mínima del 7%. Un análisis de abril del año siguiente aconsejó a la Legislatura no firmar el contrato, que sólo convenía a Lumb y era perjudicial para la provincia; y empresarios rivales ofrecieron un contrato mucho menos oneroso. Pero la legislatura aprobó el contrato con Lumb, con dos añadidos: que el gobierno provincial podía modificar las tarifas que intentara imponer la empresa, y que en caso de desavenencias insolubles la provincia podía expropiar el ferrocarril. Lumb hizo ingresar a la empresa a varios prominentes empresarios ingleses y nativos, entre ellos Tomás Armstrong y Martín de Álzaga.
Las obras se iniciaron en marzo de 1864, en agosto se fijó la cabeza de vías en Jeppener, y en diciembre llegaron a Chascomús. La línea era servida por ocho locomotoras, 38 vagones para 1420 pasajeros, 7 vagones para encomiendas y 95 vagones para carga. Además se estableció una línea de tranvías arrastrados por caballos desde la estación Constitución hasta el centro de la ciudad.
También por esa época se inauguraron dos líneas más, ambas en las inmediaciones de Buenos Aires: el Ferrocarril del Norte, que iba desde la estación Centro –ubicada detrás de la actual Casa Rosada– hasta Tigre, y el Ferrocarril Buenos Aires y Puerto Ensenada, que para 1865 sólo alcanzaba el Riachuelo. A mediados del año 1865 existían en la provincia de Buenos Aires 258 km de vías.
La mayoría accionaria de la empresa fue vendida por Lumb en una serie de rondas en Londres, y sus nuevos dueños la llamaron Gran Ferrocarril al Sud. El resultado de estas operaciones fue que la mayor parte de las acciones estaban en manos de particulares, ninguno de los cuales tenía una porción importante de éstas, a diferencia de las otras empresas, que eran propiedad mayoritaria de un único accionista, o propiedad de sociedades de Londres, Birmingham, Liverpool y Mánchester.
Para 1870 ya existían 722 km de vías.
Ese año, el Ferrocarril al Sud logró que el Estado provincial pagara el resto de la garantía del 7%, ya que sólo había logrado pagar un 5% de dividendos; pero eso llevó a que el Estado revisara exhaustivamente las cuentas de la empresa y que pretendiera discutir las tarifas. Sucesivos conflictos llevaron a cambiar el contrato: ya no habría garantía, sino un subsidio, de acuerdo a la distancia a que se extendiese la línea.
Ese mismo año el Ferrocarril al Sud continuó la construcción de la línea principal hacia Dolores, adonde llegó en el año 1872, más un ramal a Las Flores, Azul –inaugurado en 1876– y posteriormente a Tandil.
De allí en adelante comenzó la construcción de ramales paralelos, aunque globalmente tomaba la forma de un abanico con centro en Buenos Aires, tratando de cubrir la totalidad del territorio sobre el que corrían, en la provincia de Buenos Aires y el Territorio Nacional de La Pampa por los ferrocarriles Sud y Oeste, y en las provincias de Santa Fe y Córdoba por el Ferrocarril Central Argentino. La casi totalidad de las cabeceras de partido en Buenos Aires y de departamento en Córdoba y Santa Fe fueron rápidamente alcanzadas por los rieles; y entre ellas se instalaban estaciones cada diez a quince kilómetros, en torno a cada uno de los cuales usualmente se formaba un pueblo. En cierto sentido, la población de la región pampeana, la nacionalización de las relaciones entre las distintas localidades y el mercado interno fueron obra exclusivamente del ferrocarril.
Durante los años 1870 se construyó una línea férrea paralela al río Paraná, inicialmente desde Buenos Aires hasta Campana, que en 1886 lograría llegar hasta Rosario, conectando por primera vez las líneas bonaerenses con las del interior.

### Ferrocarril Andino
El éxito de los ferrocarriles despertó la ambición de una clase dirigente que, en términos generales, se podía calificar hasta entonces como muy conservadora: toda su ambición consistía en acaparar más y más tierras, y explotarlas con ovinos para lana y carne, sin innovar en casi nada. Pero, a mediados de los años 1860, comenzaron a querer invertir en nuevos negocios, entre los cuales se destacaba el ferrocarril, y a ambicionar llegar a ciertos destinos clave: al noroeste, en parte, pero sobre todo a Chile, a través de la Cordillera. Lo cierto es que primero había que llegar al pie de la Cordillera, y se realizaron estudios técnicos y económicos para hacerlo a través del Ferrocarril Oeste de Buenos Aires y del Ferrocarril Central Argentino; el resultado fue desalentador: la escasa población de la zona parecía no justificar semejante inversión.
Entonces fue el Estado nacional quien se hizo cargo de nuevos planos, y se fijó la ruta buscada desde Villa Nueva, frente a Villa María, donde pasaba el Central Argentino, pasando por Río Cuarto, Villa Mercedes, San Luis, para llegar a Mendoza. El primer tramo, hasta Río Cuarto, fue construido por Juan Simmons e inaugurado en octubre de 1873, y el segundo, hasta Villa Mercedes, en octubre de 1875, en presencia del presidente Nicolás Avellaneda. Éste no pretendía que la línea fuese administrada por el Estado, por lo que la concesionó a J. E. C. Rogers, que debía pagar el 20% de sus ingresos al Estado nacional. Sin embargo, el empresario fracasó en hacer de la línea un negocio rentable, por lo que volvió a manos nacionales el primer día del año 1880.
Las obras continuaron, llegando en 1882 a San Luis y en mayo de 1885 a Mendoza. Como la casi totalidad de las vías inauguradas hasta entonces, era de trocha ancha. Poco después se completó la obra con un ramal a San Juan y comenzó la construcción de un ramal comprado a un particular, el llamado Ferrocarril Noroeste Argentino a La Rioja, que consistía en una línea que uniera Villa Mercedes con la capital riojana. La línea nunca fue completada, y recién en 1910 ingresó a la provincia de Córdoba, donde quedó la punta de rieles, en Villa Dolores.
El Estado nacional absorbió todas las pérdidas del ferrocarril y, cuando finalmente comenzó a dar ganancias, en 1887 lo privatizó, en una muestra de ciega adhesión al dogma liberal. Se dividió entre tres empresas: de Villa Mercedes a Mendoza y San Juan, al Ferrocarril Gran Oeste Argentino; de Río Cuarto a Villa Mercedes, y de allí al norte de la provincia de San Luis, al Ferrocarril Buenos Aires al Pacífico; y de Villa María a Río Cuarto, al Ferrocarril Central Argentino.

## Ferrocarriles ingleses, ferrocarriles nacionales
Durante el período conservador de la historia argentina tuvo lugar el apogeo del desarrollo de los ferrocarriles. Fue durante este período que las líneas de la zona central –la Pampa húmeda y zonas aledañas– quedaron en manos de las empresas privadas, en su mayor parte de capitales británicos, mientras que las zonas periféricas, donde las ganancias no estaban garantizadas, fueron atendidas por los ferrocarriles estatales, que en su casi totalidad utilizaban la trocha angosta de un metro.

### Avances y privatizaciones
Hacia 1880 se habían construido 5836 kilómetros de vías, de los cuales 1227 pertenecían al Estado, 2544 al Ferrocarril Andino, 427 a la provincia de Buenos Aires y el resto se distribuía entre siete empresas privadas. Los ferrocarriles –de los cuales el 90% se encontraban en la zona pampeana– transportaban hacia 1880 más de 3 millones de pasajeros y cerca de un millón de toneladas de carga anuales, de los cuales el 90% de los pasajeros y el 80% del transporte de cargas pertenecían a las líneas trazadas en la región pampeana.
En 1883 se agregó al Central Argentino una línea paralela hasta la localidad de Casilda, el Ferrocarril Oeste Santafesino. Tuvo excelentes rendimientos porque atravesaba una zona netamente cerealera, con colonias agrícolas.
Fue especialmente en ese período que la ideología liberal a ultranza reemplazó a la experiencia práctica en la conducción del Estado: nada debía permanecer en manos del Estado, todo debía ser privatizado, independientemente de que diera pérdidas o generase beneficios. Por esa razón fueron privatizados los ferrocarriles Andino y Norte, y la provincia de Buenos Aires también privatizó el Ferrocarril Oeste, justificando la operación no sobre problemas prácticos, sino sobre la lealtad a una ideología liberal. Resultó un pésimo negocio, no solamente porque el valor recaudado era muy inferior al valor real, ni porque las tarifas fueron elevadas hasta el máximo nivel que los clientes estuvieran dispuestos a soportar. Lo peor fue que ni siquiera fueron cumplidos la totalidad de los compromisos, ni por parte de la empresa, que dejó sin pagar cánones y cuotas, ni tampoco por parte del Estado, que no se tomó el trabajo de reclamar a la empresa, y que dejó depositados sin uso en el banco buena parte de los ingresos por la venta y por la operación privada de la empresa.
A comienzos de los años 1890 la red ferroviaria alcanzaba a 9397 kilómetros. La inversión privada total era de 320 millones de pesos oro, de las cuales el 90% eran de origen británico y el 10% de origen francés.
Desde 1872 a 1897, la cabecera de todas las líneas de trocha ancha que llegaban a Buenos Aires –incluyendo la del Buenos Aires al Pacífico, cuando pudo llegar– estaba en la Estación Central de Buenos Aires, ubicada justo detrás de la Casa de Gobierno, pegada a la Aduana Taylor y al Muelle de Pasajeros del Puerto. A medida que pasaba el tiempo, las quejas por el tráfico ferroviario al borde del centro de la ciudad fueron en aumento, hasta que un incendio ocurrido en 1897 facilitó la solución del problema: la estación nunca se reconstruyó, las vías que la alimentaban fueron levantadas, y cada una de las líneas trasladó su cabecera a Retiro, a Constitución o a Once. Las nuevas terminales fueron edificadas con un estilo grandioso y lujoso, intentando –más que lograr la comodidad de los pasajeros– exhibir el poderío de las empresas. Además incorporaron grandes talleres, galpones, playas de maniobras, estaciones y espacio para una segunda vía. Todas estas instalaciones ocupaban más de 500 hectáreas, sólo dentro de la Capital Federal.
En el año 1900, la Argentina era el país con la mayor red de ferrocarriles de América Latina, y la undécima del mundo: ya había en el país 16 500 kilómetros de vías, es decir cerca de la mitad del máximo que se alcanzaría en la década de 1940. De ese total, sólo 2000 kilómetros eran estatales. Eran de trocha ancha alrededor del 60 %, de trocha internacional el 10 %, casi exclusivamente en la Mesopotamia, y la trocha métrica algo más del 10% del total. El 20 % restante correspondía a otros tipos de trocha, en general tramos cortos de trenes económicos o industriales, con trochas por debajo del metro de ancho. Viajaban anualmente 18 millones de pasajeros y se transportaban 11,8 millones de toneladas de carga.
La época de máxima expansión de la red terminó poco después del inicio de la Primera Guerra Mundial, debido a la falta de inversiones y el desorden económico generalizado que ésta generó. En 1912 se habían alcanzado los 9618 km de trocha angosta, 2441 de trocha media y 19 682 de trocha ancha, en total 31 740 km, sin contar las trochas económicas.

### Dos líneas tratando de llegar al Pacífico
El Gran Oeste Argentino, adjudicatario en el año 1887 de las líneas construidas por el Estado en Cuyo, había sido fundado ese mismo año, y se limitó a administrar las líneas construidas por el Estado, al menos hasta la primera década del siglo XX, en que inauguró una serie de ramales secundarios, más uno de 184 kilómetros hasta San Rafael.
Fundada en 1872, la compañía Buenos Aires al Pacífico no inició sus trabajos hasta 1882. La línea partía desde Mercedes (Buenos Aires) –ingresaba a la ciudad por las vías del Ferrocarril Oeste– y su primer tramo fue completado dos años más tarde hasta Junín. En 1886 instaló en esa ciudad unos talleres ferroviarios gigantescos, que llegaron a emplear a 4000 obreros, y ese mismo año se abrió al público la línea hasta Villa Mercedes, donde empalmaba con el Ferrocarril Andino.
En 1888, el ferrocarril obtuvo autorización para construir un ramal de acceso a Buenos Aires –a una estación actualmente desaparecida en el barrio de Palermo– directamente desde Mercedes. Sólo años más tarde se construyeron los últimos kilómetros, que le dieron acceso a la actual terminal en Retiro.
En 1907, el Ferrocarril Buenos Aires al Pacífico compró y absorbió al Gran Oeste Argentino. Pero cruzar a Chile a través de la Cordillera resultó un objetivo mucho más complejo que lo previsto.

### Los ferrocarriles Central Norte y Central Córdoba
Desde la década de 1860 existía el proyecto de continuar la línea Rosario-Córdoba hasta la ciudad de San Miguel de Tucumán, con el propósito de complementar el trayecto del Central Argentino. Sin embargo, debido al bajísimo valor de las tierras que se iban a anexionar con la concesión, que era la principal fuente de financiación de las nuevas obras, ninguna empresa tuvo interés en llevar adelante el proyecto; exactamente lo mismo que ocurría con el proyecto de tren a Chile. En octubre de 1868 se estaba tratando en el Congreso de la Nación esta segunda obra, y había comenzado a prevalecer la idea de que debería ser llevada adelante por el Estado Nacional, cuando se incluyó en el mismo proyecto el del tren a Tucumán. En definitiva, el proyecto fue aprobado tres días antes de la asunción de Domingo Faustino Sarmiento como presidente, y al año siguiente comenzaron los estudios para el trazado.
En 1871, una ley nacional dispuso que el Estado contratase con una empresa particular la construcción de un ramal desde Córdoba hasta San Miguel de Tucumán. Fue concesionado a la empresa Tellfener y Cía, que construyó sin inconvenientes los primeros 400 km, pero entonces tuvo lugar la crisis económica de la presidencia Avellaneda y las obras se paralizaron. Mientras en Buenos Aires se desataba una furiosa campaña contra este ferrocarril fuera de la región pampeana, fue el Banco Provincial de Córdoba, fundado en marzo de 1873 con una mayoría de capitales provinciales, el que aportó casi todo el resto del capital necesario para proseguir la obra. Si bien el gobierno estaba dedicado a ahorrar tanto como fuera posible, el resto del capital fue aportado por el Estado nacional gracias al orgullo personal del tucumano Avellaneda. La línea del línea del Ferrocarril Central Norte Argentino hasta Tucumán fue inaugurada con la presencia de don Nicolás el último día de octubre de 1876. En ese momento, era la línea más extensa de América del Sur, ya que contaba con 547 kilómetros.
Pero los conflictos continuaron: Tellfener continuaba acumulando deudas, y a fines de ese mismo año el Estado asumió la administración directa de la empresa. Desde la línea troncal se construyeron algunos ramales: de Frías a Santiago del Estero, y de Recreo a Chumbicha, adonde transbordaban las carretas llegadas desde Catamarca y La Rioja, a corta distancia de esta estación, a la que se unirían por otra vía férrea años más tarde. La idea era seguir hacia el norte, de modo que el tramo a Vipos fue habilitado en 1886, y el tramo hasta la estación Juramento a fines de 1888. El ferrocarril daba cada vez más dividendos, de modo que los legisladores, fieles a su ideología liberal, decidieron privatizarlo: primero le causaron un quebranto asumiendo costos innecesarios, y luego bajaron todas las tarifas –que ya eran las más bajas del mercado– sin justificación alguna. Sólo cuando su precio bajó significativamente, fue vendido por un total de dieciséis millones de pesos oro a un señor Hume, que se comprometió a invertir otros cinco millones, formando un total de veintiún millones, sobre los cuales el Estado garantizaba una ganancia mínima del 5%. El único tramo que quedaba en poder del Estado era el de Tucumán al norte. Hume transfirió el negocio a una sociedad constituida ad hoc en Londres, llamada Ferrocarril Central Córdoba.
El empresario Santiago Temple firmó sendos contratos con los gobiernos de las provincias de Córdoba y Santa Fe, en los años 1872 y 1873, para la construcción de un ferrocarril de trocha métrica (angosta) entre las ciudades de Córdoba y Rosario. Poco después vendió ambos contratos al Ferrocarril Central Córdoba, que completó el tramo Córdoba-San Francisco en 1888, y a Meiggs y Cía., que construyó el tramo San Francisco-Rosario en 1891, año en que transfirió su capital a la empresa londinense Ferrocarril Córdoba y Rosario. Era una competencia directa con el Central Argentino.[cita requerida]
En 1888 incorporó un ramal de Tucumán al sur, que llegaba hasta Lamadrid y tres años más tarde el ramal de Rosario a San Francisco.[cita requerida]
Una empresa francesa construyó un ramal de trocha angosta desde San Cristóbal a Tucumán. Sucesivas crisis financieras causaron su nacionalización en 1896, en que quedó incorporado al Ferrocarril Central Norte, que en 1891 había llegado hasta Salta y San Salvador de Jujuy.
Desde esas líneas troncales, el Central Norte construyó docenas de ramales por las provincias de Santiago del Estero, Tucumán y Salta. Uno de los más importantes era el que iba a Embarcación, en el Chaco salteño, inaugurado en 1909. Pero la línea más importante era, sin duda, la que atravesaba la Quebrada de Humahuaca desde Jujuy hasta La Quiaca, inaugurada en 1908. Ese mismo año se abrió el tramo desde San Cristóbal a Santa Fe, con lo que esta línea quedó vinculada al resto del país.

### Ferrocarriles para la Mesopotamia
La Mesopotamia argentina estaba bien conectada con el resto del país y con los países vecinos por los ríos Paraná y Uruguay; pero existía una obstrucción importante en el cauce de este último, en los saltos de agua ubicados en el noreste de Entre Ríos, que obligaban a transbordos desde el cauce inferior al superior, sin los cuales el este de la provincia de Corrientes quedaba aislado. Un primer proyecto fue autorizado en 1864, y correría desde Concordia a Mercedes (Corrientes); nunca fue construido.
Con dinero de Urquiza y de los estancieros de la zona, se construyó un corto tramo de vías desde Gualeguay hasta Puerto Ruiz, llamado el Primer Entrerriano, para dar salida a la producción lanera y maderera del sur de Entre Ríos. Pero a partir de 1867 las cuentas del ferrocarril pasaron a dar pérdida, y las revoluciones de Ricardo López Jordán empeoraron la situación, por lo que en 1877 fue absorbido por el Estado nacional.
En 1869 se autorizó a Pablo Montravel a construir el Ferrocarril del Este; no tenía intención de hacerlo, sino que lo transfirió a una empresa inglesa, con sede en Londres, The East Argentine Railway Company Limited. Por una vez, el gobierno  argentino se puso firme y obligó a que la contabilidad fuese en pesos, la sede central estuviera en la Argentina, y pagara impuestos a la Argentina. La trocha elegida fue el ancho internacional, es decir de 1435 milímetros, que no se había usado en la Argentina hasta ese momento. Se trataba de un ferrocarril ideado para salvar los saltos Grande y Chico, que interrumpían la navegación del río Uruguay a lo largo de unos 150 kilómetros. La línea fue construida en dos etapas a comienzos de la década de 1870 y comenzó a prestar servicios en abril de 1875. La empresa mentía descaradamente en sus declaraciones de capitales, gastos e ingresos, pero la permanente amenaza del cónsul inglés de cortar los créditos al país llevaba a la Contaduría de la Nación a no controlar las cuentas y pagar las garantías sin cuestionar nada. Recién en 1883, con el general Julio Argentino Roca al frente de un Estado estable y saneado, se decidió hacer lo único que cabía hacer en esas circunstancias: expropiar la empresa y sus instalaciones.
En 1886, un grupo empresario solicitó y obtuvo la concesión para construir dos líneas desde Monte Caseros, una hasta Posadas, y la otra hasta Corrientes; serían de trocha internacional, para poder utilizar las vías del Ferrocarril del Este, y se llamó Ferrocarril del Nord-Este Argentino. La idea de llegar a Posadas era cruzar por ferry boat el río Paraná frente a esa ciudad, para llegar a Encarnación, y de allí a Asunción. Esto último sufrió un severo retraso debido a que el tramo de 126 km de Pirapó a Asunción era de trocha ancha, de modo que el gobierno argentino terminó pagando la adaptación y, mientras tanto, los transbordos en Pirapó.
En 1907, el Este fue absorbido por el Ferrocarril Nord-Este. Desde la década de 1880 existía el Ferrocarril de Entre Ríos, que tendía sus vías desde Paraná hasta Villaguay, Concepción del Uruguay, Gualeguaychú y Victoria. También fue absorbido por el Nord-Este, en 1915.
En vísperas de la Primera Guerra Mundial se completó el esquema para la Mesopotamia con las líneas que unían Goya y Concordia con Paraná y Concepción del Uruguay. Su único vínculo con el resto del país, sin doble transbordo, era el ferry-boat entre Zárate y Puerto Ibicuy, inaugurado en 1908, que era capaz de cruzar el río Paraná en tres horas, llevando a bordo 36 vagones, aunque las locomotoras quedaban en tierra firme. Requería la navegación por el río Paraná de las Palmas a lo largo de 106 km, que en ocasiones podía acortarse hasta los 80 km; continuó en servicio hasta los años 1980, en que fue reemplazada por el puente Zárate-Brazo Largo.
Además de las líneas troncales mencionadas, existía desde el año 1892 el Ferrocarril Primer Correntino, que inicialmente tenía una trocha tipo Decauville, de 600 mm de ancho, y que recorría parte del norte de la provincia de Corrientes para transportar azúcar, tabaco y maderas. Sus operaciones terminaron en 1904, y en 1906 fue comprado por el empresario naval Carlos Dodero, quien lo llamó Ferrocarril Correntino y luego Compañía General de Ferrocarriles Económicos de la Provincia de Corrientes, extendiendo sus ramales hasta Caá Catí y Mburucuyá. Fue adquirido en 1927 por la provincia de Corrientes, con el nombre de Ferrocarril Provincial de Corrientes.
La última vía férrea en construirse en la Mesopotamia fue la conexión Paso de los Libres-Uruguayana (Brasil), habilitada en octubre de 1845, más las instalaciones de transbordo, ya que el correspondiente ferrocarril brasileño era de trocha métrica. A eso se le podría agregar la modificación de algunos metros de la vía a lo largo de algunos kilómetros en la zona este de la ciudad de Posadas, afectada por la inundación del embalse Yacyretá-Apipé, que se construyó entre 2009 y 2014, y que además facilitó la conexión directa entre Posadas y Encarnación.

### Ferrocarriles provinciales
En 1883 se agregó al Central Argentino una línea paralela hasta la localidad de Casilda, el Ferrocarril Oeste Santafesino. Tuvo excelentes rendimientos porque atravesaba una zona netamente cerealera.
En 1884, el dueño de la mayor parte de los tranvías de Buenos Aires, Federico Lacroze, obtuvo una concesión para un ferrocarril que partiría desde la estación Federico Lacroze, pasando por

San Martín, Bella Vista, San Miguel, Pilar, Capilla del Señor, Giles, Carmen de Areco, Salto, Rojas y Villa de Colón, comunicando la Capilla del Señor con Zárate y Campana, y que arrancando de Giles pase por la Villa de Luján, Marcos Paz, San Vicente y llegue hasta el dique n.º 1 de cabotaje del Puerto de La Plata...

El servicio hacia Zárate, que originalmente era un ramal secundario, terminó siendo el más importante, ya que unió Buenos Aires con los tramos ferroviarios de la Mesopotamia. Por eso mismo, Lacroze lo construyó en trocha media, que es la que se usa en la Mesopotamia. Con el nombre de Tramway Rural, la línea supuestamente principal se construyó entre San Andrés de Giles, Carmen de Areco, Salto y Rojas, pueblos de menor magnitud que los servidos por el Central Argentino. En 1906 se llamó Ferrocarril Central de Buenos Aires, y se pretendió llevar la línea hacia la provincia de Córdoba, con la idea de alcanzar Villa María. Pero una vez ingresados en la provincia de Santa Fe, habiendo llegado a un punto donde edificaron la estación Cuatro de Febrero, falta la empresa de financiación y de apoyo de esta provincia, la construcción de la línea se suspendió indefinidamente.

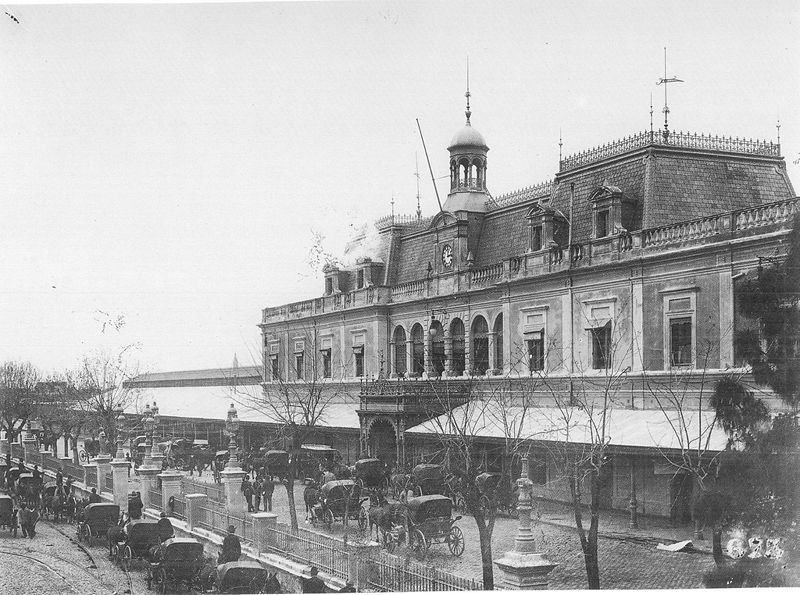
Estación Central del F.C.P.S.F. en la Ciudad de Santa Fe, conocida localmente como "La Francesa". Fue demolida en 1962 para construir la Terminal de Ómnibus de la Ciudad.

A fines de siglo, la provincia de Buenos Aires sancionó la Ley de Ferrocarriles Secundarios, que pretendía promover ferrocarriles destinados a trasladar la cosecha y atender pueblos del interior de la provincia. En 1904, Enrique Lavalle obtuvo una concesión para construir una línea desde Puente Alsina hasta Carhué. Como el nombre de Ferrocarril Central de Buenos Aires ya estaba usado por la línea de Lacroze, Lavalle le puso el mismo nombre, pero en inglés: Ferrocarril Midland de Buenos Aires. La obra llegó primeramente a la actual Estación Ingeniero Budge y desde allí tuvo un gran conflicto con una empresa nacional que quiso forzarlos a establecerse más lejos de su línea. En 1908, completamente falto de aportes de capital, Lavalle anunció que se veía obligado a detener las obras. La empresa fue gerenciada desde entonces por el Ferrocarril Oeste y el Ferrocarril del Sur, de modo que la línea llegó finalmente a Carhué en 1911. Si bien era útil para levantar las cosechas de trigo, maíz y girasol, al pasar solamente por una cabecera de partido, –Henderson– el tránsito de pasajeros era muy limitado. Fue una de los primeros ramales del Ferrocarril General Belgrano en ser levantado, aunque actualmente, como parte del Belgrano Sur, hace un recorrido limitado en el sudoeste del Gran Buenos Aires.

### Ferrocarriles para los territorios nacionales
En 1895, en pleno conflicto de límites con Chile, el gobierno propuso al Ferrocarril Sur continuar la línea que llegaba a Bahía Blanca desde el año 1884, hasta Neuquén, con fines estratégicos y defensivos. Los directivos de la empresa aprovecharon su oportunidad para exigir condiciones mucho más generosas que hasta entonces, como la exención de todo impuesto nacional, provincial o municipal, más un monto no reembolsable de $756 000 pesos oro, más el derecho de extender la línea en cualquier dirección que quisieran. Pero, es cierto, el primer tramo, hasta General Roca, fue terminado en tiempo récord, aunque tuvo que ser inaugurado en Chimpay por una crecida del río Negro.
En septiembre de 1908, el ministro de Obras Públicas de la Nación, Ezequiel Ramos Mexía, consiguió la sanción de la Ley de Fomento de los Territorios Nacionales, que autorizaba la construcción de líneas férreas en éstos, y –al año siguiente– la Ley 6.757, Ley Orgánica de los Ferrocarriles del Estado, a partir de la cual el complejo sistema de troncales y ramales del norte fue unificado en una única empresa estatal, el Ferrocarril Central Norte, y se creó la Administración Nacional de Ferrocarriles del Estado.
La línea que une Formosa con Embarcación se inició en 1910, pero no se pudo terminar hasta 1931. La línea de Metán a Barranqueras ya se había completado a fines de los años 1910.
En 1908 se inició la construcción de la línea desde San Antonio Oeste hasta San Carlos de Bariloche, sobre el lago Nahuel Huapi, que es actualmente un gran centro turístico. Las dificultades eran enormes, ya que el puerto más cercano estaba en Viedma, faltaba agua potable en largos trechos, y en algunos no había ni siquiera para cargar las calderas de las locomotoras, de modo que la obra avanzó muy lentamente: hasta 1910 no se había logrado colocar un solo riel, y recién en 1917 llegó a la estación Huahuel Niyeu, que años más tarde fue nombrada  como estación Ingeniero Jacobacci –por el nombre de uno de los ingenieros de esa línea– ubicada todavía a 250 km del destino en Bariloche. Desde esa estación partiría años más tarde la línea de trocha angosta conocida como «la Trochita». Durante la década del 20 se extendió hasta Pilcaniyeu, período durante el cual la zona fue recorrida por el futuro Eduardo VIII del Reino Unido. El último tramo fue construido por el ingeniero Miguel Sanguinetti, y fue inaugurado oficialmente con el primer viaje de un tren hasta Bariloche –aunque en este caso había salido de Pilcaniyeu. La obra completa requirió 25 años y cuatro meses de trabajo en condiciones extremas. Esta línea es hasta la actualidad la línea más austral a la que se puede llegar desde Buenos Aires en el mismo tren, y el primer pasajero registrado en hacer todo el trayecto fue el arquitecto Alejandro Bustillo, autor –entre otras obras– del Centro Cívico Bariloche.
En 1910 se inició una línea de trocha ancha que partía de Puerto Deseado hacia la Cordillera, con la ambiciosa pretensión de unirla a la red nacional en el sudoeste de Río Negro; a ésta debían unirse también la línea que el mismo año de 1910 partía desde Comodoro Rivadavia, también de trocha ancha, y el Ferrocarril Central del Chubut, de trocha de 750 mm, que desde 1888 recorría el valle inferior del río Chubut. Sin embargo, la crisis financiera y de comercio exterior que se inició junto con la Primera Guerra Mundial obligó a detener los trabajos en 1914: respectivamente en Colonia Las Heras, Colonia Sarmiento y Las Plumas. Los trabajos nunca recomenzaron, y las tres líneas quedaron en esos puntos, aisladas del resto del país. La única línea de ese tipo que sí se construyó fue la que debía unir a las otras tres con la red nacional: la línea de Ingeniero Jacobacci a Esquel, de 750 mm de trocha, que de todos modos demoró hasta 1934 en ser completada, y hasta 1945 en ser inaugurada.

### A través de los Andes
Los hermanos Clark eran unos comerciantes de Valparaíso, que en 1871 habían tendido la primera línea telegráfica a través de los Andes. Poco después propusieron a los gobiernos chileno y argentino el tendido de una línea férrea desde Los Andes (Chile) hasta Mendoza, a través del valle del río Mendoza; obtuvieron la concesión en 1872 y 1874. Pero los problemas financieros obligaron a postergar la obra hasta 1887, en que la empresa fue embargada y la concesión cedida a la Trasandine Construction Company, de Inglaterra, que inició las obras en 1889. Avanzaron más rápido del lado argentino debido a la facilidad para subir por el valle de un gran río con pendientes moderadas: en 1891 llegaron a Uspallata, y dos años más tarde a Punta de Vacas; de allí en adelante las pendientes se hacen mucho más pronunciadas, de modo que recurrieron a una cremallera para impulsarse, y a construir puentes, túneles y cobertizos, estos últimos para librar la vía de las avalanchas. De modo que recién en 1901 se llegó a Las Cuevas. Del lado chileno, las pendientes eran más fuertes, hubo que crear zigzags para las subidas más pronunciadas, y hacer un uso masivo de la cremallera, de modo que se tardó más en completar un trayecto más corto.
El túnel de poco más de 3 km que cruza la frontera a 3175 msnm fue inaugurado en 1809, y el conjunto fue inaugurado el 5 de abril de 1910, aniversario de la batalla de Maipú, pocas semanas antes del festejo del Centenario argentino.
Hubo otros proyectos, como el Ferrocarril Trasandino Sur, que pretendía cruzar de Zapala a Victoria por el paso de Pino Hachado y el túnel Las Raíces. Fue abandonado a principios del siglo XX, aunque se proyectó un nuevo intento a principios del siglo XXI, que tampoco prosperó.
El ferrocarril de Huaytiquina fue proyectado en 1889 por el ingeniero argelino Abd el Kader; fue abandonado en esa época, y discutido después durante años. En 1907, el chileno Emilio Carrasco logró la aprobación de sendas leyes en los congresos de ambos lados de la Cordillera e inició los primeros trabajos; pero algunos meses más tarde, el mismo Congreso chileno derogó la ley, causando la quiebra de la empresa de Carrasco.
El presidente Hipólito Yrigoyen, decidido a diferenciarse de los conservadores de la época, ordenó reiniciar los estudios: la línea subiría por la Quebrada del Toro y pasaría a Chile por el paso de Huaytiquina, cercano al actual paso de Sico, para seguir a San Pedro de Atacama. Del lado conservador, el diputado salteño Manuel Ramón Alvarado apoyó incondicionalmente el proyecto y logró las mayorías necesarias en el Congreso. Su construcción fue por la empresa Ferrocarril Central Norte, estatal, y fue planificado y dirigido por el ingeniero estadounidense Richard Maury. El golpe de Estado de 1930 detuvo la construcción durante seis años, cuando solamente había alcanzado a San Antonio de los Cobres y el espectacular viaducto La Polvorilla, de 63 m de altura, y ubicado a 4220 m s. n. m.. Las obras se reanudaron en 1836, pero en lugar de ir hacia Atacama, se desviaron al sur, camino a Antofagasta, por el paso Socompa, al pie del volcán Socompa. El ferrocarril usaba de forma masiva zigzags, túneles y "rulos" para ganar altura, pero no cremalleras que complicasen y demorasen el avance de los trenes. Tenía una pendiente máxima del 25 por mil, que era disminuida aún más en las curvas, para compensar la resistencia que éstas opusieran; también las curvas tenían un límite, y ninguna de ellas tiene un radio menor a los 130 m, de modo que la resistencia que oponen es reducida. Con esta pendiente, bastaba una sola locomotora por tren para trepar desde los 1420 m s. n. m. de la localidad de Rosario de Lerma hasta los 3760 m s. n. m. en San Antonio de los Cobres, y casi 4300 m s. n. m. en La Polvorilla. Fue terminado e inaugurado en enero de 1948, tras un impulso final que ordenó darle el presidente Juan Domingo Perón.
El objetivo de llegar a Chile, soñado por los gobiernos argentinos desde los años 1860, se había hecho realidad –y por duplicado– más de ochenta años más tarde. No obstante, ya en la década del 70, ambas líneas dejaron de funcionar, excepto para fines turísticos; habían pasado menos de treinta años desde la inauguración del proyecto Huaytiquina, aunque el tren Los Andes-Mendoza alcanzó a circular durante sesenta y nueve años.
Hubo otros proyectos para cruzar los Andes hacia Chile, uno de los cuales pretendía hacerlo por el paso San Francisco u otro cercano desde Tinogasta (Catamarca), a partir de la línea que servía esa localidad desde la estación Cebollar –sobre la línea La Rioja-Catamarca. Pero esta línea no podía aportar gran volumen de carga, porque estaba aislada: aunque se había extendido por el norte hasta el pueblo de La Merced, no había logrado cruzar la cercana frontera con la provincia del Tucumán. Del lado tucumano, la línea que servía el sur de la provincia hasta Concepción se había extendido hasta la estación aislada de Rumi Punco, al pie de la sierra de Gracián. En los años 1920, el gobernador catamarqueño Ramón Clero Ahumada promovió esa obra, pero ésta fue considerada imposible con la tecnología de la época. En 1943, las provincias de Catamarca y Tucumán retomaron la idea, y encargaron a una empresa privada la obra: el núcleo del proyecto era la construcción de veinte túneles, que sumarían unos 20 km a través de la sierra. Sin embargo, las condiciones de trabajo fueron organizadas en forma muy precaria, y en ocasiones se utilizaba pólvora en lugar de dinamita; eso causaba explosiones espontáneas, lo que incidió en que hubieran unos sesenta muertos entre los cuatrocientos obreros. Las filtraciones de agua fueron mucho más numerosas que lo previsto, y hubo algunos derrumbes; mientras tanto, quedaba cada vez más claro que el futuro del transporte terrestre ya no era el ferrocarril. Con las obras a medio hacer, la obra se interrumpió en 1952 y quedó abandonada; del tramo de Tinogasta hasta Chile no se había hecho ningún avance. Desde fines del siglo XX, los nueve "túneles de La Merced" son sólo un atractivo para el turismo aventura.
Hubo también gran cantidad de proyectos en la zona andina, no directamente relacionados con el cruce a Chile: como ramal del ferrocarril «de Huaytiquina» se extendió la línea que llevaba de General Güemes a la ciudad de Salta más hacia el sur, con la intención de alcanzar los Valles Calchaquíes, alcanzando la estación Alemanía en 1916, a partir de la cual fue técnicamente imposible continuar por la quebrada de las Conchas. Más éxito tuvo el ramal desde Patquía, al sur de la ciudad de La Rioja, hasta Chilecito; la idea era utilizarlo para la extracción de minerales de la mina La Mejicana, en la sierra de Famatina, pero en definitiva sirvió durante un tiempo para transporte de mercaderías y pasajeros. El tramo que debía llegar desde San Juan a Guandacol sólo llegó hasta San José de Jáchal en 1931, y durante un tiempo fue el principal acceso a esa ciudad. Uno de los últimos ramales, muy ambicioso, era el que proyectaba unir San Rafael con el Alto Valle del Río Negro; el primer tramo, dedicado a la extracción de asfaltitas, se completó hasta Malargüe en 1944, pero apenas alcanzó a servir unos pocos años. Los siguientes tramos debían continuar al sur de Malargüe, por el valle del río Grande, pero los terraplenes apenas alcanzaron la orilla de ese río, a 95 km de Malargüe, a principios de los años 1950; las vías sólo habían avanzado 40 km.

## Capitales franceses
En la segunda mitad del siglo XIX las potencias europeas ambicionaban crear activamente nuevos mercados en ultramar, lo que significaba expandir la demanda de sus productos. El reparto de África y la consolidación de las posiciones británicas en la India e Indochina obligaron a Francia a abrirse mercados en economías algo más desarrolladas, como las hispanoamericanas, donde Gran Bretaña les llevaba una gran ventaja en el desarrollo de mercados cautivos.
Entre 1860 y 1895, pese a la enorme importancia que había tomado Gran Bretaña en el intercambio comercial y las inversiones, el principal importador de  lanas -que eran el principal rubro de exportación- era Francia, seguida de Bélgica; y, por consiguiente, eran estos países desde los cuales se importaban la mayor proporción de  productos industriales. Entre 1875 y 1885, alrededor del 52% de todas las exportaciones eran hacia Francia y Bélgica. Cuando los ingleses lograron inundar la Argentina con sus productos industriales, los franceses descubrieron que necesitaban integrar el comercio interno con el externo. Entre sus grandes inversiones en la industria se contaron muchos frigoríficos, incluyendo el Sansinena, el más grande del país en su tiempo, y las famosas cristalerías Rigolleau.

### Ferrocarriles de la Provincia de Santa Fe

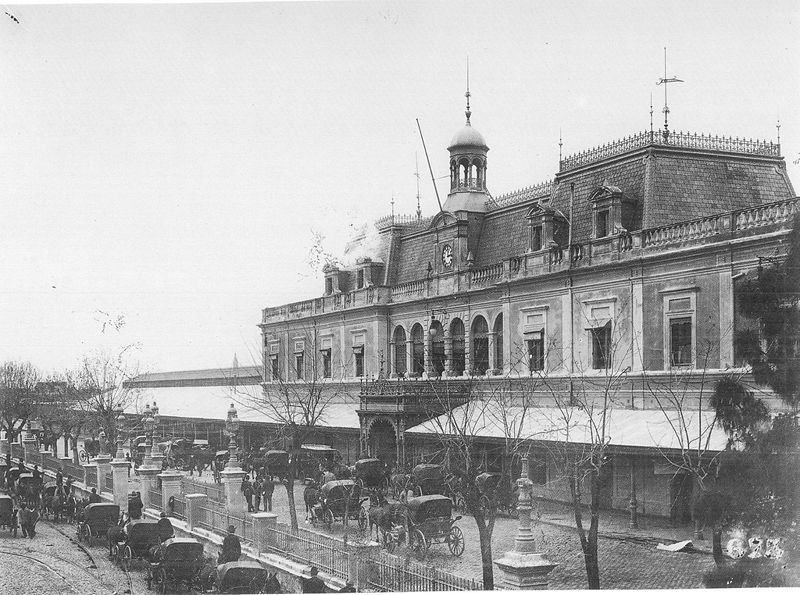
Estación Central del F.C.P.S.F. en la Ciudad de Santa Fe, conocida localmente como "La Francesa". Fue demolida en 1962 para construir la Terminal de Ómnibus de la Ciudad.

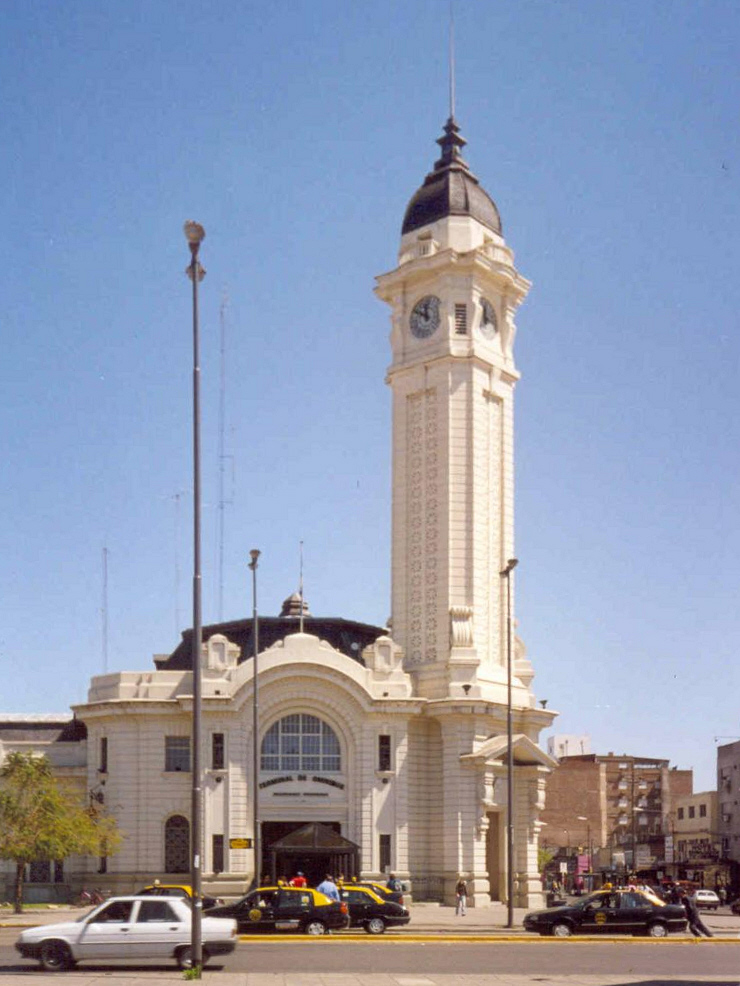
La terminal del Ferrocarril Provincial de Santa Fe, que después fue la Terminal de Ómnibus de la ciudad.

La más exitosa de las empresas provinciales fue el Ferrocarril Provincial de Santa Fe. Nació de un contrato entre la provincia y la empresa John G. Meiggs Son & Cia, para construir el primer tramo de 100 km. llamado Ferrocarril de Santa Fe a las Colonias, o bien Ferrocarril Santafecino. Su construcción fue en principio muy rápida: saliendo de Santa Fe, llegó a Rafaela en 1885, y a San Cristóbal. Con el paso del tiempo se construyeron una gran cantidad de ramales, principalmente a Coronda, San Francisco y Rosario. A partir de ese momento, la cabecera de la línea fue llevada a esta nueva ciudad, desde donde partió una segunda línea al norte, muy cerca del cauce del río Paraná. En 1888, la empresa fue concesionada a la Compañía francesa “Fives Lille” que, a cambio, rescató casi toda la deuda externa provincial, mientras otras funciones fueron adjudicadas a la empresa Unión Francesa. No obstante, Fives Lille nunca levantó los bonos que circulaban por las bolsas de Londres y de París. En lugar de sancionarla por ello, el gobierno de la provincia puso en el mercado bonos por más de tres millones de libras, y las asignó al Ferrocarril Provincia de Santa Fe a cambio de ninguna condición. Cuando la empresa mostró que había rescatado algunos de los bonos originales –no todos, y siete años más tarde de lo contratado– la provincia la volvió a premiar por hacer tarde y mal lo que estaba obligada a hacer entregándole la concesión de las vías a título perpetuo.
En abril de 1900 fue completamente privatizado por un decreto provincial; la adjudicataria fue la "Compañía Francesa de los Ferrocarriles de la Provincia de Santa Fe", formada por el gran Banque d'Affaires (actualmente Paribas), la productora de acero Fives Lille y un grupo de financistas asociados con esta última. La empresa dio un nuevo impulso a la construcción de líneas: el acceso a Puerto San Martín, la línea de San Francisco a Villa María por Las Varillas, y una larga línea hasta cerca del límite con el Territorio Nacional del Chaco, que en 1907 se extendió hasta Barranqueras, el puerto de Resistencia. De esa línea se desprendieron, ya en los años 1910, líneas a Reconquista, Villa Ángela.
Como en el resto de las empresas ferroviarias del país, la construcción de nuevas líneas se detuvo a finales de la Primera Guerra Mundial. La empresa aprovechó para reorganizar las vías a través de la ciudad de Rosario y para cambiar la gran estación terminal en esa ciudad por otra aún más espectacular, construida en estilo art decó, que posteriormente fue la terminal de ómnibus de la ciudad.
Hasta el año 1914, en que las inversiones en el Ferrocarril Provincial se detuvieron súbitamente, alcanzaron a tener algo más de 1700 kilómetros de largo, con líneas de trocha angosta, y que ocupaban todo el norte y el noreste de la provincia, extendiéndose también al sur del territorio nacional del Chaco. Básicamente cargaba cuatro productos de exportación: maderas, algodón, azúcar de caña y el tanino extraído por La Forestal de los bosques del noreste santafesino. Durante el resto de su existencia entre 1914 y 1949, muy gradualmente fue perdiendo importancia relativa. Desde 1906 era posible transportar cargas, por tierra y sin transbordo, desde Resistencia hasta Bahía Blanca.

### Ferrocarril Rosario a Puerto Belgrano

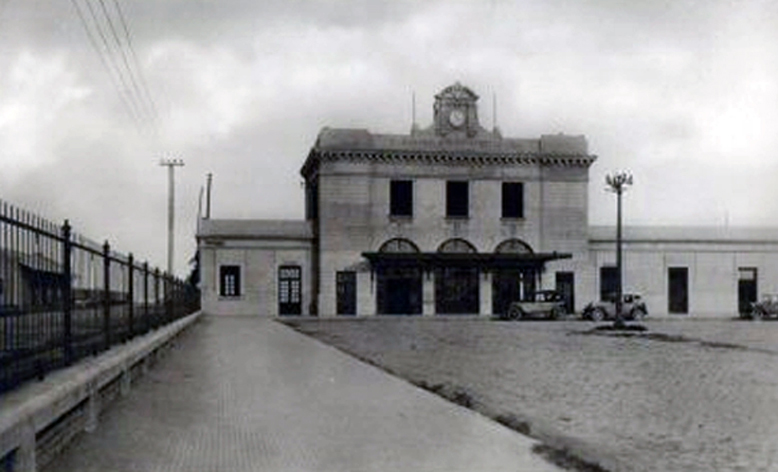
Estación Bahía Blanca del Ferrocarril Rosario a Puerto Belgrano; inaugurada en 1922, funcionó hasta 1949.

En 1885 el Ferrocarril del Sud se había instalado en Bahía Blanca con el Puerto Ingeniero White, con lo cual dominó el comercio de exportación del sur de la Provincia de Buenos Aires; otras dos empresas intentaron competir con el Ferrocarril Sud, instalando los puertos Galván y Cuatreros, pero pronto el Sud les compró sus instalaciones y se aseguró el monopolio. Recién en 1900, el Estado nacional concesionó la construcción de un nuevo puerto a Guillermo Godio, un ingeniero que representaba una empresa de capitales franceses, italianos y belgas; junto con ese puerto se planeaban construir dos líneas férreas de trocha ancha que lo unieran con Santa Rosa y Rosario. Eligió para la ubicación del puerto un punto ubicado en la boca de entrada de la bahía, llamado en ese momento Puerto Pareja, junto al cual se construiría un pueblo, el actual Punta Alta.
Pero la Armada Argentina eligió exactamente el mismo punto para instalar su mayor base naval, la de puerto Belgrano; como resultado, las maquinarias del puerto trabajaban alternativamente para los buques de guerra y para las exportaciones de trigo y lana.
En 1903, Diego de Alvear obtuvo la concesión del ferrocarril de Puerto Belgrano a Rosario. La inclusión de este aristócrata local servía de fachada a los capitales franceses de la Compañía del Ferrocarril Rosario a Puerto Belgrano, que se hicieron con la concesión en 1906. La línea fue completada en diciembre de 1910, en que se habilitó junto al puerto la estación Almirante Solier. Era una línea de unos 800 km de largo, que cruzaba todas las líneas que se desprenden en forma radial del puerto de Buenos Aires; en total, se habían construido 36 puentes y viaductos, y varias extrañas combinaciones para que el tráfico utilizase las líneas ya establecidas. Otra decisión que al principio pareció muy favorable y después se convirtió en una complicación fue la de cruzar el centro de Bahía Blanca.
El proyecto parecía promisorio, pero la necesidad de cruzar todas las vías de los ferrocarriles ingleses, con los cuales éstos habían decidido no autorizarlos a hacer combinaciones, disminuyó en lugar de aumentar la superficie servida por esa línea. Inclusive el muelle que habían construido los franceses fue adquirido por el Estado y desmantelado. La empresa francesa inició la construcción de un nuevo muelle, algo alejado de la base naval, pero las obras se detuvieron por completo a raíz del inicio de la Primera Guerra Mundial; en la década siguiente, el muelle incompleto fue vendido al Estado nacional.
Además de la línea troncal de Rosario a Punta Alta, la empresa tenía dos líneas subsidiarias, una hasta Buenos Aires y la otra hasta La Plata; pero como solo pasaba por cabeceras de partido de menor importancia, el tráfico por esas vías siempre fue muy limitado.
La década de 1930 le dio una oportunidad histórica: grandes empresas exportadoras como la Bunge y Born o la Louis Dreyfus instalaron allí sus depósitos y grúas, con lo cual la actividad alcanzó su cénit: se completó una escollera de 300 metros y se alimentó al muelle con largas cintas transportadoras.  Pero el éxito en una época de crisis no podía ser una fórmula duradera: cuando estalló la Segunda Guerra Mundial, los capitales británicos lograron aprovechar la mejora relativa en la economía argentina, mientras que los franceses vendieron casi todo lo que tenían para ayudar en la gesta militar en Europa. Los galpones fueron vendidos a la Armada, y el ferrocarril, que siguió operando, cesó toda inversión o reinversión; cuando el gobierno de Juan Perón nacionalizó los ferrocarriles, esta línea y algunos ramales se incorporaron al Ferrocarril General Roca, mientras que el resto fue desmantelado.

### La Compañía General

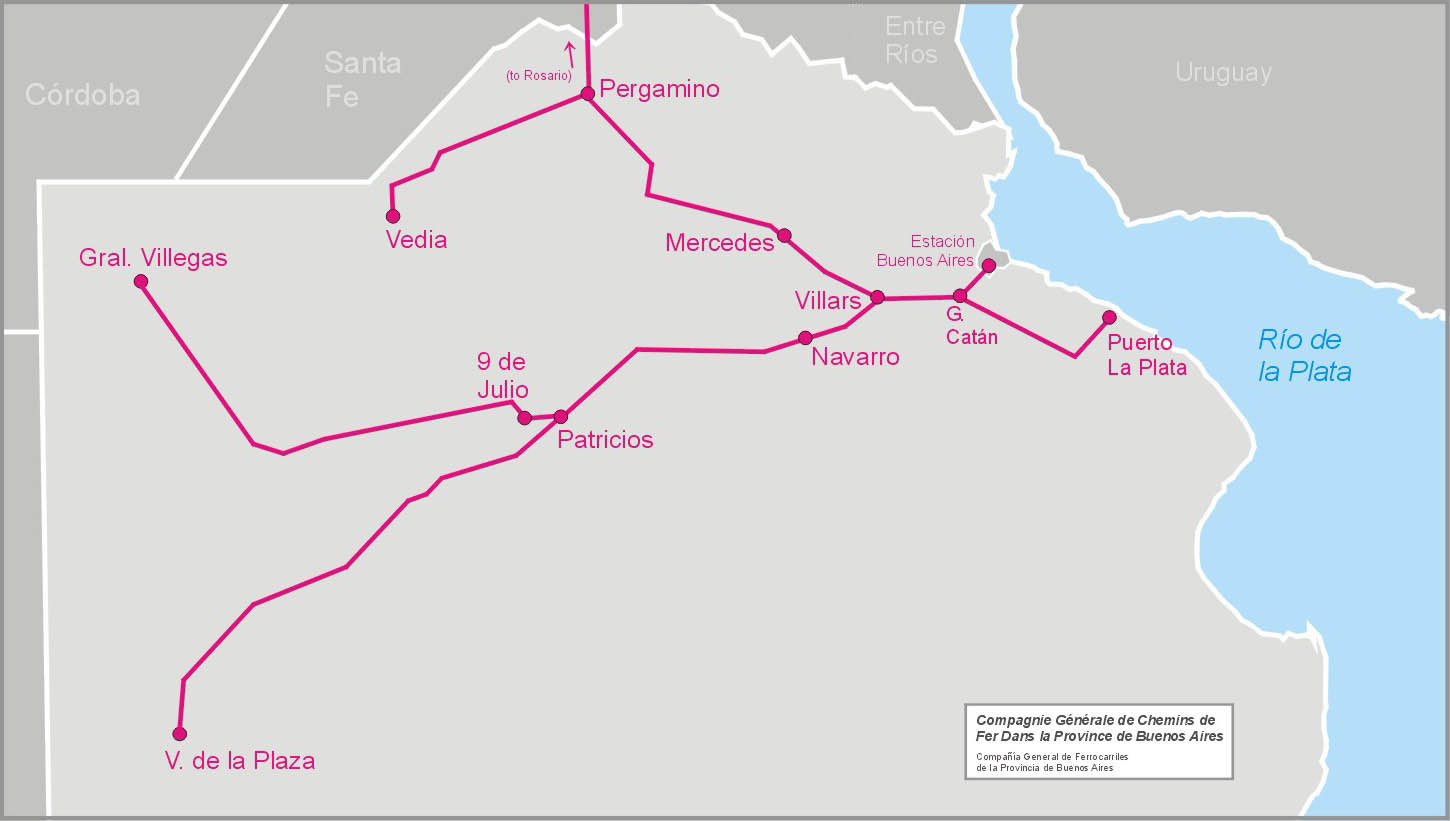
Líneas de la Compañía General de Ferrocarriles en la Provincia de Buenos Aires

En 1906, la empresa de capitales franceses Compañía General de Ferrocarriles en la Provincia de Buenos Aires construyó una línea que, partiendo de La Plata con financiación del Banque de L'Union Parissienne. El objetivo era cruzar las mejores tierras cerealeras del norte de la provincia de Buenos Aires y llevarlas hasta los puertos de Rosario y Bahía Blanca. Con el paso del tiempo, se alcanzaron a construir 1190 km, que llegaron hacia el oeste la ciudad de General Villegas.
Esta línea fue otra más de las que terminaron fracasando: si bien las operaciones de transporte se llevaron a cabo, las tarifas resultaban algo más moderadas que las de los ferrocarriles ingleses y la empresa tuvo éxito al presionar para que se la autorizase a abrir otro línea más; esta avanzó rápidamente en dirección Oeste-Sudoeste, para detenerse abruptamente en la estación Graciarena, junto al límite con la Pampa Central, y lejos de cualquier estación económicamente importante. Antes de iniciar su autodisolución, la empresa alcanzó a promover exitosamente la colonización agrícola.
En el año 1913, el monto total de las inversiones del Reino Unido en la Argentina sumaba 1928 millones de pesos oro, lo que representaba casi el 60% de todas las inversiones extranjeras; el segundo monto más alto fue el de capitales franceses, que sumaban 475 millones de pesos oro, es decir algo menos que el 15%. De ese total, la gran mayoría fue invertida en ferrocarriles.

## Los ferrocarriles y la economía argentina

### Tarifas
Desde el principio se permitió a las empresas fijar sus propias tarifas, en la convicción de que nunca cobrarían de más porque en ese caso perderían clientes. El sistema se mantuvo relativamente costoso, pero mucho más económico que el transporte por carros, hasta 1889, en que varias empresas simultáneamente iniciaron una política abusiva: el costo por tonelada y por kilómetro era mucho más caro para viajes cortos que para viajes largos.
Un caso extremo fue el del Ferrocarril Gran Oeste, que a mediados de 1890, sin justificación alguna, elevó las tarifas de las cargas desde el 55% hasta más del 100%. Esto ocurría, además, en medio de una fiebre especulativa ferroviaria, impulsada por las concesiones sin límite extendidas a favor de los amigos del gobierno; las empresas extranjeras reaccionaron invirtiendo únicamente en extender sus vías para superar a la competencia y hacerse de nuevas tierras con las que especular; a cambio, prácticamente no hubo importación de locomotoras ni vagones. El ciclo duró entre dos y tres años, y terminó con el cese de todas las inversiones y reinversiones por parte de esas empresas, a la espera de que la política económica, ya claramente insostenible, diera algún vuelco en alguna otra dirección.
Recién en 1890, tras la revolución del Parque y el acceso de Carlos Pellegrini a la presidencia, éste decretó la participación del Estado nacional en la fijación de todas las tarifas, de todas las empresas. Los abusos continuaron existiendo, pero no alcanzaron niveles tan alarmantes.
Tal como demostró el diputado Osvaldo Magnasco en un discurso parlamentario en 1891, durante la discusión de un proyecto de ley general ferroviaria, las tarifas también estaban destinadas a favorecer el modelo agroexportador y a perjudicar cualquier intento de industrialización: en los viajes hacia los puertos, era mucho más caro el transporte de una tonelada de productos industriales que el de materias primas; y en los viajes desde los puertos al interior, era mucho más barato el transporte de mercaderías industrializadas que de materias primas, en particular lana, cereales y carne. También denunció que los ferrocarriles obstaculizaron la existencia de otras posibles producciones locales, como el petróleo en la provincia de Jujuy. El caso mantuvo la atención pública durante unas pocas semanas, pero fue rápidamente olvidado sin tomar ninguna decisión de gobierno. La Ley Reglamento General de los Ferrocarriles resultante de esa discusión estuvo únicamente orientada a solucionar los abusos sobre las garantías: se eliminó el sistema de garantizar un porcentaje de ganancia, de modo que ya no les sirvió de nada la sobrevaluación de sus activos. Pero a cambio les garantizó que podrían disponer libremente las tarifas y que seguía siendo libre de todo impuesto la importación de bienes de capital, combustibles y cualquier otro material importado.

### Cambios económicos impulsados por el ferrocarril
Hasta la llegada del ferrocarril, la economía del interior del país estaba ligada al comercio de subsistencia y a circuitos comerciales con Bolivia y Chile, consistentes el primero principalmente en cambiar mulas por plata metálica amonedada –es por eso que durante casi toda la segunda mitad del siglo XIX predominaba la moneda boliviana sobre la argentina en el comercio local– y el circuito con Chile principalmente en ganado vacuno a cambio de productos industriales y de moneda acuñada. Al llegar el ferrocarril, éste transportaba preferencialmente productos industriales británicos, con lo que la exportación desde Chile cesó casi por completo; por eso mismo, se suspendió la exportación de ganado vacuno. En la década de 1870, esto dio un último impulso a los malones indígenas, única fuente de provisión externa de vacunos que le quedó a Chile, antes del definitivo aniquilamiento de los indígenas salvajes.
Más hacia el centro del país, la ganadería era la casi única actividad económica, excepto en las quintas de los alrededores de las ciudades, donde se producían frutas y hortalizas; el principal rubro de exportación había pasado, desde mediados del siglo, de ser el sebo a la lana de oveja. Mucho más fácil de transportar que la carne, ésta no llegaría a dominar el comercio exterior hasta fines del siglo, lo mismo que los cereales y otros granos, que debieron esperar a la difusión generalizado de los alambrados para que los terrenos sembrados no fueran invadidos por vacunos y ovinos.
El sistema económico "centrífugo", en que las provincias periféricas comerciaban sobre todo con los países vecinos, fue modificado por otro "centrípeto", en el que un único mercado interno y externo era transportado por los ferrocarriles, y condicionado por los intereses económicos de éstos. Las provincias periféricas lograron desarrollar un cierto mercado interno para algunos productos en particular: los vinos y otras bebidas alcohólicas en Cuyo, el azúcar en Tucumán, los durmientes y el tanino de quebracho en Santiago del Estero y norte de Santa Fe, la yerba mate en Corrientes y después en Misiones, y por último el algodón en el Chaco y Formosa. Este último mercado fue el último en desarrollarse, no solamente porque esos territorios aún debían recibir muchos miles de inmigrantes para producir algodón en cantidades significativas, sino también porque hasta la Primera Guerra Mundial la política de Gran Bretaña –fielmente defendida por las empresas ferroviarias fuera de su país– fue la de promover el algodón de sus colonias en la India por medio de tarifas elevadísimas para ese producto en particular desde esos territorios nacionales, que hacían imposible la competencia del producto nacional. El estallido de la Guerra del 14 obligó a modificar esa política, para poder vestir a las tropas y las familias de las mismas al menor precio posible, y abasteciéndose a través de rutas que no estuvieran permanentemente amenazadas por los buques alemanes.
Las provincias que no poseían productos de exportación protegidos por el ferrocarril inglés, como Catamarca, Santiago del Estero, La Rioja, Jujuy y San Luis, quedaron fuera del circuito comercial internacional, que era prácticamente el mismo que el interno. Por eso comenzaron la exportación masiva de trabajadores: a corta distancia para trabajadores "golondrina" y a larga distancia para las emigraciones definitivas.
El diseño de las vías férreas «en abanico» facilitaba enormemente las comunicaciones de la Capital y del puerto de Rosario –y en menor medida de Paraná, Santa Fe y Rosario– con cada localidad del interior, pero dificultaban enormemente las comunicaciones transversales a las vías, alargándose usualmente en más del 100%, y en los casos de ciertas localidades cercanas, a veces del 1000%. Este diseño colaboraba con la anulación de los posibles mercados internos autónomos, y favorecía la integración de las regiones servidas por el ferrocarril al mercado mundial, profundizando la dependencia económica del país. Ni siquiera los ferrocarriles del Estado intentaron modificar este diseño.
Entre las pocas excepciones se cuentan el ramal a Villa María del Ferrocarril Provincial de Santa Fe, habilitado en 1904, y el Ferrocarril Rosario a Puerto Belgrano.

### Máxima extensión de la red ferroviaria
En torno al año 1930 la red ferroviaria se acercaba ya a su máxima extensión. Aún faltaban construir algunas líneas en la Patagonia y la mayor parte de las vías a Antofagasta, pero en la región pampeana ya no cabían más líneas férreas –en algunos casos corrían paralelas a menos de 40 km de distancia– mientras que en las regiones periféricas había obstáculos técnicos que encarecían cada nueva línea, como las sierras y montañas del oeste y el noroeste y las lagunas, arroyos y esteros del noreste.
Las longitudes totales, entre 1928 y 1932, eran:
| Provincia/ territorio nacional    | Del Estado nacional (km) (diciembre de 1932) | Privados (km) (año 1928) | Total (km) |
| --------------------------------- | -------------------------------------------- | ------------------------ | ---------- |
| Capital Federal                   | 0                                            | 121                      | 121        |
| Provincia de Buenos Aires         | 0                                            | 12 323                   | 12 323     |
| Provincia de Santa Fe             | 558                                          | 4426                     | 4984       |
| Provincia de Entre Ríos           | 434                                          | 1316                     | 1750       |
| Provincia de Corrientes           | 126                                          | 906                      | 1032       |
| Provincia de San Luis             | 0                                            | 985                      | 985        |
| Provincia de San Juan             | 356                                          | 192                      | 548        |
| Provincia de Córdoba              | 766                                          | 3892                     | 4658       |
| Provincia de Mendoza              | 0                                            | 1401                     | 1401       |
| Provincia de Santiago del Estero  | 1285                                         | 659                      | 1944       |
| Provincia de Catamarca            | 294                                          | 286                      | 580        |
| Provincia de Tucumán              | 351                                          | 463                      | 814        |
| Provincia de La Rioja             | 757                                          | 0                        | 757        |
| Provincia de Salta                | 1167                                         | 0                        | 1167       |
| Provincia de Jujuy                | 465                                          | 0                        | 465        |
| Territorio Nacional de La Pampa   | 0                                            | 1489                     | 1489       |
| Territorio Nacional del Río Negro | 821                                          | 412                      | 1233       |
| Territorio Nacional del Neuquén   | 0                                            | 192                      | 192        |
| Territorio Nacional del Chubut    | 475                                          | 0                        | 475        |
| Territorio Nacional de Santa Cruz | 286                                          | 0                        | 286        |
| Territorio Nacional del Chaco     | 465                                          | 359                      | 824        |
| Territorio Nacional de Formosa    | 538                                          | 0                        | 538        |
| Territorio Nacional de Misiones   | 0                                            | 74                       | 74         |
| Territorio Nacional de Los Andes  | 28                                           | 0                        | 28         |
| Total                             | 9172                                         | 29 496                   | 38 668     |

A ese total hay que agregar 1292 km del Ferrocarril Provincia de Buenos Aires, de lo que resultan 39 960 kilómetros de líneas de las tres trochas comerciales existentes. Además se podrían sumar un total de 3044 kilómetros de anchos mínimos, ferrocarriles Decauville y otras trochas de uso industrial, que junto con las comerciales totalizan 43 004 kilómetros de vías férreas de todo tipo.

### La Década Infame
En la década del 30 la red ferroviaria comenzó un ciclo de aumentos de costos e inversiones, debido a que la crisis económica destruyó los márgenes de rentabilidad, y luego se tardó demasiado tiempo en salir de ese punto. Entre 1929 y 1935 las cargas transportadas cayeron más del 20%, los ingresos disminuyeron un 40%, y las acciones de las empresas se derrumbaron hasta en un 70%. Todavía, sin embargo, era el principal medio de transporte: se movían con este medio ciento 140 millones de pasajeros y 40 millones de toneladas de carga.
La crisis llevó a Gran Bretaña a reducir su comercio a sí misma, sus colonias y los estados de la Commonwealth. El vicepresidente Julio Argentino Roca (hijo) viajó a Londres para firmar el pacto Roca-Runciman, por el cual Gran Bretaña continuaría comprando la misma cantidad de carne congelada que en la década anterior. A cambio, la Argentina se comprometía a «un tratamiento benévolo» a los capitales británicos; el trato a estos resultó ser bastante más que «benévolo»: se intentó que todo el transporte en la Argentina se convirtiera en un monopolio inglés, incluyendo a los trenes, tranvías, camiones y colectivos, que casi quedaron sin competencia.
La repetición de este tipo de claudicaciones, la corrupción reinante hasta en el nivel ministerial, y el fraude electoral generalizado llevaron a que los años desde 1930 a 1943 se identificasen como la Década Infame.
Entre 1937 y 1946, los ingresos por todo concepto de los ferrocarriles británicos aumentaron un 51%, pero los egresos en ese mismo período lo hicieron en un 73%: la rentabilidad se fue erosionando progresivamente y cesaron casi por completo las inversiones, incluidas las de mantenimiento. Como resultado, el material rodante y toda la infraestructura ferroviaria envejeció progresivamente. Cuando finalmente se dieron las primeras condiciones para salir de esa crisis, estalló la Segunda Guerra Mundial y el país se quedó sin nadie a quien comprar repuestos y materiales. Sólo marginalmente surgió una industria local, pero no alcanzaba a cubrir casi ningún material ferroviario.
Desde principios de la década de 1930, algunos ramales secundarios y recorridos cortos de trocha angosta eran servidos por trenes cortos, con una locomotora impulsada por un motor diésel –semejante a los que usaban los camiones de la época–, que resultaban económicos y rápidos. Entre los recorridos que hacían estos cochemotores, se cuenta el de Córdoba a Salta, el del Valle de Lerma, de Córdoba a Cruz del Eje, o el de Santa Fe a Rafaela.
Al producirse el golpe de Estado de 1943, la red ferroviaria estaba en franco declive, envejecida y a merced de la competencia del transporte automotor.

## Ferrocarriles Argentinos
En los años 1930, en paralelo con el nacionalismo de derechas, surgió también en la Argentina un nacionalismo popular, preocupado tanto por la revisión de la historia como por la dependencia cultural y económica del país de la influencia británica, que se manifestaba en múltiples empresas de ese origen, en particular en los ferrocarriles. De entre estos grupos destacaba FORJA (Fuerza de Orientación Radical de la Joven Argentina), un grupo de intelectuales de origen radical que se adscribiría al peronismo. Sus autores más destacados eran Arturo Jauretche y Raúl Scalabrini Ortiz, quienes insistían en la necesidad de terminar con los abusos de las empresas extranjeras, especialmente de los ferrocarriles británicos. Para ilustrar su posición, Scalabrini Ortiz escribió en 1940 una Historia de los ferrocarriles argentinos, en que detallaba numerosos abusos cometidos por las empresas ferroviarias privadas desde la década de 1860. Cuando el general Juan Domingo Perón, que había creado una corriente política –el peronismo– sobre su alianza con los sindicatos, dio una conferencia en La Plata, Scalabrini Ortiz le hizo llegar una nota en que lo saludaba en nombre de Forja y le agregaba: «Coronel, le vamos a pedir los trencitos».

### Nacionalización

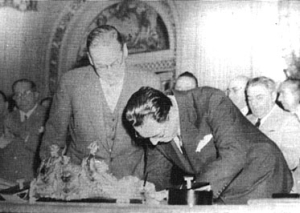
El presidente Juan Domingo Perón firmando la escritura por la que todas las líneas férreas pasaban a manos del Estado nacional. 1 de marzo de 1948.

Durante la Segunda Guerra Mundial, varios países continuaron proveyendo a Gran Bretaña sin cobrar nada o casi nada, acumulando una enorme cantidad de reservas en ese país. En el caso argentino, eran 145 millones de libras esterlinas; a los Estados Unidos, los británicos les debía aún mucho más, por lo que en medio de la guerra, en 1942, firmaron un tratado que fijaba las condiciones de devolución de la deuda. Los demás países quedaron atados a una de esas condiciones, que imponía la inconvertibilidad de la libra: los acreedores cobrarían la deuda en libras, y sólo podrían usar ese dinero para comprar mercadería o capitales británicos.
Terminada la guerra, en 1946 se iniciaron las conversaciones para solucionar la deuda británica, para resolver el tema de los ferrocarriles y decidir cómo seguiría el comercio de carnes con ese país. Sobre los dos primeros puntos, la solución fue, muy simplificadamente, que la Argentina permitía a Gran Bretaña conservar sus libras esterlinas intactas –lo que le permitía controlar su valor– y a cambio nacionalizaba los ferrocarriles británicos y simultáneamente se los transfería al Estado argentino. En los meses siguientes se negoció con los ferrocarriles franceses –el Ferrocarril de Rosario a Puerto Belgrano, Ferrocarril de Santa Fe y Ferrocarril de la Provincia de Buenos Aires– que terminaron por ser vendidos por 182 millones de pesos moneda nacional.
El 1 de marzo de 1948, todos los ferrocarriles del país fueron puestos a disposición de la Empresa de Ferrocarriles del Estado Argentino (EFEA), luego Ferrocarriles Argentinos. Esta repartición pasó en los dos años siguientes a la órbita de la Secretaría de Transporte, y sujeta a la Dirección de Ferrocarriles Nacionales.
Las líneas recibieron nombres de personajes centrales de la historia argentina, asociados a los lugares por los que pasan las líneas: Ferrocarril General San Martín, Ferrocarril General Belgrano, Ferrocarril Domingo Faustino Sarmiento, Ferrocarril General Urquiza, Ferrocarril General Bartolomé Mitre y Ferrocarril General Roca. Una particularidad es que cada línea pasa por zonas que recorrió la persona de la que lleva el nombre.
La gran mayoría de la sociedad argentina estuvo de acuerdo con la nacionalización, porque permitía terminar con las exacciones ilegales de las empresas, se podían manejar las tarifas en beneficio de los argentinos, y se podrían aprovechar las reservas acumuladas durante la guerra para modernizar las líneas férreas. La oposición, sin embargo, hizo hincapié en que los ferrocarriles estaban sobrevaluados, ya que el gasto total fue de 2462 millones de pesos por unas líneas y material rodante que se hubiera podido valuar en menos de 1000 millones. Entre otras razones, porque las garantías estaban a punto de caducar y debían ser renegociadas.

### Los ferrocarriles y el peronismo
El peronismo sostuvo durante todo su período de gobierno la bandera de la nacionalización de los ferrocarriles como uno de sus máximos logros. Además, en sus primeros años se hicieron gran cantidad de inversiones, entre ellas muchas locomotoras y vagones; sin embargo, los materiales que eran fáciles de adquirir eran de modelos antiguos, como las 75 locomotoras a vapor que se compraron a los Estados Unidos.
Se completaron las líneas del Ferrocarril Antofagasta-Salta o Trasandino del Norte y el ferrocarril de Río Gallegos a Río Turbio, este último para sacar la producción de hulla de los Yacimientos Carboníferos Fiscales ubicados en la cuenca del río Turbio. Los rieles, en cambio, fueron más difíciles de renovar, aunque en el Segundo Plan Quinquenal estaba previsto reemplazar 2800 km de vías, aprovechando para iniciar la unificación de las cuatro trochas existentes.
Junto a la nacionalización de los ferrocarriles, el Estado recibió otros bienes de capital ingleses, como el puerto de Bahía Blanca, empresas eléctricas, líneas de tranvías, líneas de ómnibus y colectivos, un diario y hasta hoteles.
También se inició tímidamente una industria ferroviaria; la primera locomotora fabricada en el país, la Justicialista, construida en los talleres de Liniers (Buenos Aires), donde se ubicó la Fábrica Argentina de Locomotoras (FADEL). Era impulsada por un motor diésel eléctrico marca Sulzer, e hizo varios viajes a Mar del Plata, Bariloche y Mendoza, alcanzando en el primer caso 108 km/h de promedio. El objetivo era construir 600 locomotoras, pero sólo se alcanzaron a construir dos, en parte por el golpe de Estado de 1955.
El desarrollo del transporte automotor, promovido enérgicamente tanto por los gobiernos de la Década Infame como por el peronismo, generó una competencia que el ferrocarril no pudo afrontar. No, al menos, con su diseño en abanico con una gran cantidad de líneas paralelas que competían entre sí, ni con material obsoleto y falto de mantenimiento. La nula política ferroviaria de la Revolución Libertadora elevó el déficit de los ferrocarriles a niveles alarmantes. Urgía una reforma del sistema, pero las propuestas eran muchas, y ninguna muy tentadora.

### Un intento de modernización
El objetivo central del gobierno de Arturo Frondizi era no ser derrocado; secundariamente, permitir las universidades privadas, desarrollar con capital extranjero las industrias –incluida la extracción de petróleo– y reducir el déficit fiscal. Su primer secretario de Transporte fue Alberto López Albuín, un especialista y defensor del ferrocarril, que propuso un plan de modernización del sistema con incorporación de material rodante.
Como parte del proyecto del secretario de Transportes, en el barrio de Ferreyra, en la ciudad de Córdoba, se instaló Materfer, una filial de la Fiat. Fue, después de la muy limitada producción de Fadel, la primera fábrica de material rodante en América Latina. Su producción estuvo muy concentrada en los dos primeros años, durante los cuales construyó trescientos vagones de pasajeros, quinientos coches-motor, ciento cincuenta coches eléctricos y doscientos motores diésel para locomotoras. La empresa Siam Di Tella tenía a su cargo las instalaciones eléctricas de todas estas unidades. Además de los coches eléctricos de Materfer, nacionales, se incorporaron también decenas de coches Toshiba, de origen japonés.
Pero el nivel de inversión previsto por López Albuín era demasiado alto para las modestas ambiciones del presidente en esta área, de modo que el secretario renunció en una de las tantas crisis de gabinete, a mediados de 1959. A raíz de esta crisis asumieron como ministros de Economía el liberal Álvaro Alsogaray, y de Obras Públicas el industrial Alberto Costantini.

### Comienzo de la liquidación del sistema ferroviario

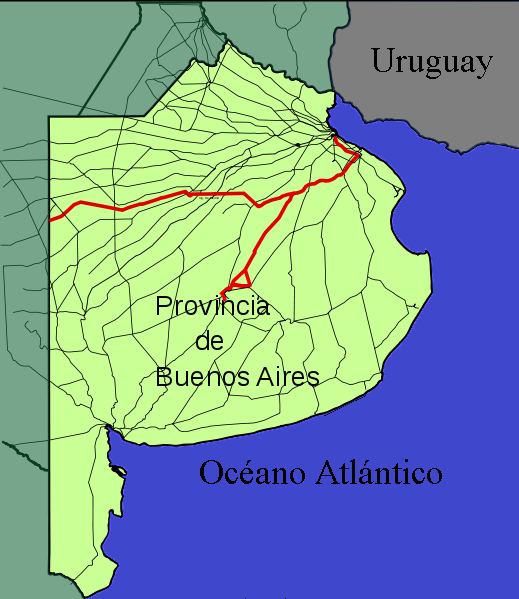
El ex Ferrocarril Provincial de Buenos Aires, los ramales a Olavarría y Mira Pampa fueron clausurados en 1961.

Costantini y Alsogaray se concentraron en reducir el déficit, de modo que aumentaron las tarifas; pero esto causó una reducción de las cargas y pasajeros, y con ello el aumento del déficit. De modo que se decidieron por otra medida: el Banco Mundial envió a la Argentina al general Thomas Larkin, especialista en transporte, para que hiciera un estudio general de todo el sistema ferroviario, automotor y fluvial; el gobierno le encargó que además desarrollase una propuesta de reforma ferroviaria, con la mira casi únicamente en el déficit. El Plan Larkin contemplaba abandonar el 32% de las vías férreas existentes, el despido de 70 000 empleados ferroviarios  y la reducción a chatarra todas las locomotoras a vapor, 70 000 vagones y 3000 coches. En pocos meses fueron desmantelados 4000 kilómetros de vías, dejando aislados a cientos de pueblos. También fueron despedidos gran cantidad de empleados, lo que obligó a enfrentar serios conflictos sindicales, que el presidente enfrentó violando los más elementales derechos laborales: los obreros ferroviarios y conductores fueron militarizados a la fuerza, y muchos de los huelguistas fueron conducidos presos sin juicio previo a cárceles militares. Una nueva crisis de gabinete obligó a renunciar a Costantini y Alsogaray, reemplazado el primero por Arturo Acevedo, el dueño de la siderúrgica Acindar.
Acevedo también apoyaba el Plan Larkin, por lo que dispuso el despido de ochenta mil obreros y empleados ferroviarios, más la "jubilación" anticipada de otros 20 000. También se ordenó la clausura de once talleres ferroviarios y 23 000 kilómetros de vías, y también la privatización de todos los servicios anexos de los ferrocarriles. En cuanto a los ferroviarios que no habían sido despedidos, se modificaron sus condiciones de trabajo y se les alargó la jornada de trabajo. Los dos sindicatos ferroviarios –La Fraternidad y la Unión Ferroviaria– se unieron en una huelga que duró desde el 30 de octubre al 10 de diciembre de 1961; Frondizi decretó nuevamente la militarización de los obreros. Al terminar la huelga, ningún ramal de los que había sido cerrado fue rehabilitado.
El desguace de líneas férreas y material rodante fue un excelente negocio para Acindar, la empresa de Acevedo, que compró a precio de chatarra casi todo el material, que era de calidad y fácilmente reciclable.
Frondizi fue derrocado en 1962 y le sucedieron José María Guido y Arturo Illia, que se limitaron a continuar reemplazando locomotoras y a soportar el déficit. A ellos les siguió la dictadura de Juan Carlos Onganía, que nombró presidente de Ferrocarriles Argentinos al general De Marchi, que intentó una ambiciosa política de inversiones en modernización de instalaciones y material rodante, con lo que consiguió minimizar el déficit, aunque no eliminarlo del todo. Y fue justamente por eso que, desplazado De Marchi, se volvieron a aplicar políticas parecidas al Plan Larkin, aunque centrado en el personal: no sólo se clausuraron casi tres mil kilómetros de vías y 237 estaciones, sino que fueron cesanteados once mil obreros y otros cuarenta y cinco mil rebajados de categoría. Los pueblos abandonados por el ferrocarril generaron una emigración masiva de su población, y surgieron en todo el país miles de pueblos fantasma con muy escasa o ninguna población.

### Continuación de la destrucción del sistema
Durante la última dictadura, entre 1976 y 1983, el ministro José Alfredo Martínez de Hoz exigió volver a combatir el déficit haciendo reducciones en los planteles de trabajadores y en los materiales; el casi nulo nivel de inversiones llevó a un deterioro acentuado de la infraestructura. Dejaron de circular numerosos trenes de pasajeros, especialmente en la Mesopotamia y hacia el noroeste.
Se cerraron la mayor parte de los talleres ferroviarios, lo cual resultó en un aumento del 348% en los gastos por este rubro. Evidentemente la idea no había sido ahorrar por medio del cierre de los talleres, sino generar un excelente negocio para los proveedores de Ferrocarriles Argentinos.
Se clausuraron 10 000 kilómetros adicionales, fueron despedidos el 40% de los 156 000 trabajadores existentes en 1976, se eliminaron la mitad de los kilómetros recorridos por el sistema al año, y se clausuraron 1000 de las 2400 estaciones. Y todo con el respaldo del más cruel aparato represivo, para asegurarse que los sindicatos –que además estaban intervenidos– no pudiesen oponerse; hubo al menos treinta y ocho empleados de Ferrocarriles Argentinos detenidos desaparecidos.
Pero la disminución de los servicios llevó a un menor nivel de ingreso, y el déficit apenas se redujo en unos cuantos millones. El desguace del sistema no solucionó ni el déficit ni el envejecimiento del material rodante.

### Gobierno de Alfonsín
Al principio del gobierno de Raúl Alfonsín el directorio de Ferrocarriles Argentinos era el mismo que había instalado la dictadura; recién en 1985 el presidente se decidió a intervenirlo. Se esforzó por mejorar el servicio, inicialmente sin preocuparse demasiado por el déficit. Se recuperó una parte del personal despedido por el Proceso, mientras los kilómetros de vías se mantuvieron estables, los pasajeros transportados subieron primeramente de 290 millones anuales a 360 millones en 1986, para luego bajar a los 280 millones; en cambio, la carga transportada cayó permanentemente, de 22 millones a 14 millones de toneladas: con excepción de los minerales, todos los otros rubros de carga pasaron masivamente a ser transportados por camión. Por su parte, las unidades de tráfico (ut) disminuyeron de 23 300 millones en 1979 a 19 100 millones en 1989.
Se agregaron algunos trenes y se completó la electrificación del ramal principal del Ferrocarril General Roca hasta Glew. Se pusieron nuevamente en funcionamiento algunos talleres de locomotoras y vagones, de los cuales el más grande fue el de Tafí Viejo, en Tucumán, a los que se les agregó uno nuevo en Chascomús, ciudad natal de Alfonsín. El plantel de empleados de Ferrocarriles Argentinos se mantuvo numéricamente estable, pero en la práctica cayó un tanto el número de obreros, mientras aumentaba alarmantemente el de los empleados administrativos, incluyendo muchos empleos de sueldos muy altos, ocupados por personas relacionadas políticamente con el gobierno.
La electrificación del Ferrocarril Roca requirió la incorporación de nuevos y modernos coches japoneses y nacionales fabricados bajo diseño de Toshiba. Los gobiernos de Argentina y Japón, representados entonces por la empresa Ferrocarriles Argentinos y la Agencia de Cooperación Internacional del Japón (JICA), firmaron en 1985 un Convenio de Cooperación Técnica de cinco años de duración, posibilitando la creación y el funcionamiento del Centro Nacional de Capacitación Ferroviaria (CENACAF).
A lo largo del gobierno de Alfonsín, el déficit causado por Ferrocarriles no cesó de crecer, tanto como el deterioro del material rodante y las instalaciones.
En el año 1985 hubo un giro en la política económica, con una tendencia a posturas más liberales; el ingeniero Manuel Madanes presentó un plan que proponía despedir a 65 000 de los 100 000 empleados que tenía Ferrocarriles Argentinos, y privatizar varias de las líneas más rentables. La dura oposición de los sindicatos evitó que el plan comenzara a ser aplicado de inmediato, y la derrota del radicalismo frente al peronismo en septiembre de 1987 terminó por sepultar el plan Madanes. Posteriormente, éste fue nuevamente propuesto por el ministro de Obras y Servicios Públicos Rodolfo Terragno, que propuso dividir la empresa en tres unidades de negocios y privatizar cada una por separado: Ferrocargo, para los transportes de carga, fue la única que llegó a existir, mientras que Ferrotur –trenes de larga distancia– y Metropol no llegaron a ser creados.
En 1988, la Secretaría de Transporte presentó un «Análisis de la incorporación de capital privado a los Ferrocarriles Argentinos», que daba por sentado que nada podría hacerse desde el Estado; la idea central era que, siendo privados, la gestión sería más eficiente y se eliminaría el déficit producido por Ferrocarriles Argentinos, y por otro lado se mejoraría el servicio y la seguridad de los ramales del Gran Buenos Aires. Se proponía la creación de una Autoridad Federal de Tráfico que coordinaría los servicios de las empresas privadas, y todo el resto sería gestionado por las empresas privadas. Prudentemente, se dejaba abierta la posibilidad de una empresa mixta estatal-privada, pero siempre con mayoría privada en las decisiones empresarias. La crisis económica de principios de 1989 y la derrota del radicalismo frente al peronista neoliberal Carlos Menem hicieron fracasar el intento.

## De la privatización a la actualidad
Llegado al gobierno con un discurso muy diferente, desde el principio de su gobierno, Carlos Saúl Menem adoptó una política claramente neoliberal, incluyendo la ambición de privatizar todas las empresas públicas. La Ley 23.696, de Reforma del Estado, sancionada el 18 de agosto de 1989, autorizaba al Ejecutivo a privatizar y disolver entes estatales.
A principios de la década de 1990, Ferrocarriles Argentinos aún conservaba una red de alrededor de 35 000 kilómetros y tenía 92 000 empleados. También tenía un déficit operativo de 450 millones de dólares por año, y la red de vías presentaba un gran deterioro en su infraestructura y en su material rodante, que resultaba en un servicio totalmente ineficiente, incómodo e inclusive riesgoso, por lo que la demanda en pasajeros se reducía significativamente, y la de carga aún mucho más.
A lo largo del tiempo, muchas líneas férreas había dejado de prestar servicios, y el cierre de miles de kilómetros de vías ferroviarias dejó a miles de pueblos aislados, algunos de los cuales quedaron reducidos al edificio de la estación y poco más.

### Privatización durante el gobierno de Menem

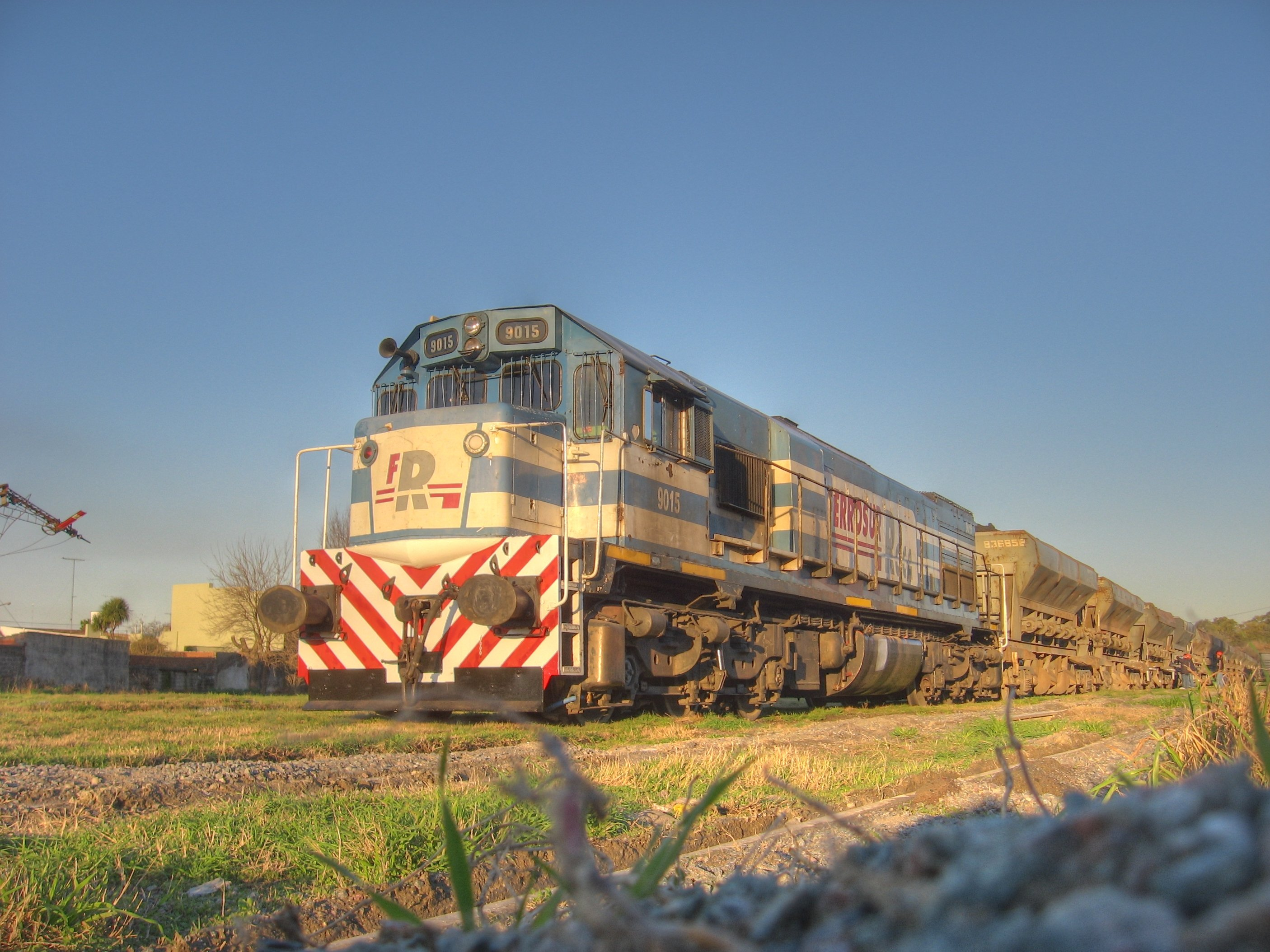
Locomotora de Ferrosur Roca.

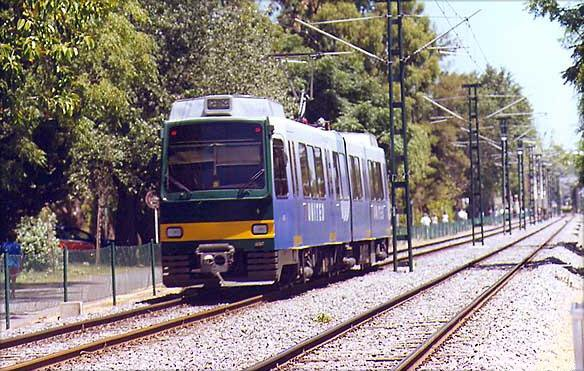
Formación del Tren de la Costa, 1999.

El primer paso en el camino de la privatización fue la separación de los servicios de carga de los de pasajeros, en particular los suburbanos del área metropolitana de Buenos Aires. Con estos últimos se fundó en 1991 Ferrocarriles Metropolitanos Sociedad Anónima (FEMESA), que también incluía el subte de Buenos Aires.
La mayoría de los servicios de pasajeros interurbanos, fuertemente deficitarios, fueron ofrecidos a las provincias. Algunas de ellas conformaron empresas ferroviarias provinciales, pero pronto debieron cerrar sus servicios, que en su gran mayoría no se han repuesto aún.
El sistema de ferrocarriles de carga comenzó a ser concesionado por licitación en el año 1991, con la creación del FerroExpreso Pampeano (FEPSA), con unos 5000 kilómetros de trocha ancha de las líneas Roca, Mitre y Sarmiento. En los años siguientes se completó la concesión de 21 500 kilómetros de vías, repartidas entre cinco empresas privadas. Sólo quedó sin asignar la red de trocha angosta de casi 10 000 kilómetros del Ferrocarril General Belgrano, que fue administrada durante algunos años por una empresa del Estado, hasta ser ofrecida nuevamente en 1999 y adjudicada a la empresa Belgrano Cargas Sociedad Anónima.
| Operador                      | Línea                  | Trocha             | Longitud (en km) | Concesión               |
| ----------------------------- | ---------------------- | ------------------ | ---------------- | ----------------------- |
| FerroExpreso Pampeano (FEPSA) | Roca, Sarmiento, Mitre | ancha (1676 mm)    | 5094             | 1 de noviembre de 1991  |
| Nuevo Central Argentino (NCA) | Mitre                  | ancha (1676 mm)    | 4900             | 23 de diciembre de 1992 |
| Ferrosur Roca                 | Roca                   | ancha (1676 mm)    | 3145             | 11 de marzo de 1993     |
| Buenos Aires al Pacífico      | San Martín             | ancha (1676 mm)    | 5690             | 26 de agosto de 1993    |
| Mesopotámico General Urquiza  | Urquiza                | estándar (1435 mm) | 2704             | 22 de octubre de 1993   |
| Belgrano Cargas               | Belgrano               | metro (1000 mm)    | 9860             | 16 de noviembre de 1999 |

Las concesiones fueron a largo plazo –treinta años con opción a una prórroga de diez más– y las tarifas de fletes fueron desreguladas: el Estado nunca participó en la fijación de las mismas. Los operadores debían pagar por el alquiler de las instalaciones y del material rodante, aunque los pagos fueron muy irregulares desde el principio, lo mismo que el mantenimiento al que estaban obligadas por los contratos.
De los 31 000 kilómetros concesionados de vías, las empresas concesionarias sólo llegaron a operar 18 000 kilómetros.

### Las líneas suburbanas
Los servicios de pasajeros de la ciudad de Buenos Aires fueron tratados por separado y fueron separados según la línea original: ferrocarriles Mitre, San Martín, Urquiza, Sarmiento, Roca, la línea del Belgrano hacia el norte, y las tres líneas del llamado Belgrano Sur, además de las cinco líneas del subte como una sola empresa. Cuatro empresas se hicieron con las siete líneas de ferrocarriles de superficie y las cinco del subterráneo.
| Operador      | Línea                 | Trocha   | Longitud (en km) | Concesión          | Fin de la concesión |
| ------------- | --------------------- | -------- | ---------------- | ------------------ | ------------------- |
| Metrovías     | Urquiza               | estándar | 26               | 1 de enero de 1994 |                     |
| Metrovías     | Subte de Buenos Aires | estándar | 44               | 1 de enero de 1994 |                     |
| Ferrovías     | Belgrano Norte        | metro    | 52               | 1 de abril de 1994 |                     |
| Metropolitano | San Martín            | ancha    | 55               | 1 de abril de 1994 | 1 de julio de 2004  |
| Metropolitano | Belgrano Sur          | metro    | 58               | 1 de mayo de 1994  | 22 de mayo de 2007  |
| Metropolitano | Roca                  | ancha    | 252              | 1 de enero de 1995 | 22 de mayo de 2007  |
| TBA           | Mitre                 | ancha    | 182              | 27 de mayo de 1995 | 24 de mayo de 2012  |
| TBA           | Sarmiento             | ancha    | 167              | 27 de mayo de 1995 | 24 de mayo de 2012  |

Las concesiones fueron por 10 años de duración, con opción a otros 10 años adicionales, a excepción de la Línea Urquiza y el subte, que fueron concesionados por un período inicial de 20 años. Muy tempranamente se les agregó a los contratos unos subsidios por parte del Estado, que fueron gradualmente en aumento y para principios del siglo XXI ya llegaba a los cien millones de dólares anuales.
Un caso particular fue la concesión, por separado, de un tramo de 15 kilómetros del Ferrocarril Mitre abandonado desde hacía 30 años, entre Olivos y Tigre. Fue concesionado a la Sociedad Comercial del Plata, que lo convirtió en un servicio turístico al mismo tiempo que de uso para los residentes de la zona, con el nombre comercial de Tren de la Costa. Años más tarde volvió a la administración de Ferrocarriles Argentinos.

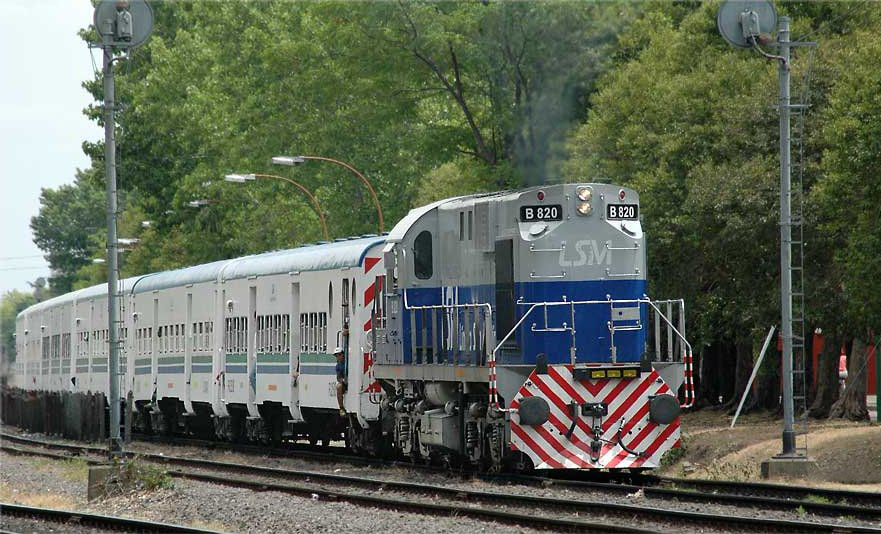
Unidad del Ferrocarril San Martín en 2005. La locomotora lleva el esquema de colores de la UGOFE.

El servicio del Metropolitano resultó pésimo, a tal punto que en el año 2004 se le revocó la concesión para la línea del San Martín, y tres años más tarde las otras dos líneas que tenía a su cargo, el General Roca y el Belgrano Sur. Pero el Estado no conservó el manejo de esas líneas, sino que creó el consorcio UGOFE para su explotación; el manejo técnico estaba a cargo de Ferrovías y Metrovías, aunque los salarios del personal eran enteramente pagados por el Estado nacional.

### Servicios de pasajeros de larga distancia y turísticos
Desde el año 2000 en adelante, han prestado al menos un servicio de trenes local las provincias del Chaco, de Córdoba, de Mendoza y de Entre Ríos.
Existen también algunas líneas ferroviarias de tipo turístico, de los cuales los más conocidos son el Tren del Fin del Mundo en Ushuaia, La Trochita en la provincia del Chubut, el Tren Ecológico de la Selva junto a las Cataratas del Iguazú y el Tren a las Nubes, en la provincia de Salta.
| Operador                                   | Línea                     | Trocha   | Longitud (en km.) | Concesión           |
| ------------------------------------------ | ------------------------- | -------- | ----------------- | ------------------- |
| Servicios Ferroviarios del Chaco (SEFECHA) | Belgrano                  | metro    | s/d               | 1999                |
| Tren a las Nubes                           | Belgrano                  | metro    | 217               | 2008                |
| Ferrobaires (UEPFP)                        | San Martín/Sarmiento/Roca | ancha    | s/d               | 2001                |
| Ferrocentral                               | Mitre                     | ancha    | 5.700             | 2005                |
| Ferrocarriles Mediterráneos                | Mitre                     | ancha    | s/d               | 1999                |
| Servicios Ferroviarios Patagónicos         | Roca                      | ancha    | 826               | 1993                |
| Trenes Especiales Argentinos (TEA)         | Urquiza                   | estándar | 1005              | 2003                |
| Tren de la Costa                           | Mitre                     | estándar | 15.5              | 21 de abril de 1995 |
| Austral Fueguino                           | -                         | 0.5m     | 8                 | 1994                |
| Viejo Expreso Patagónico                   | Roca                      | 0.75m    | s/d               | 1994                |
| Ferrocarril Córdoba Central                | Belgrano                  | metro    | s/d               | 14 de enero de 1995 |
| Trenes y Turismo                           | Belgrano                  | metro    | s/d               | s/d                 |
| Tucumán Ferrocarriles (TUFESA)             | Mitre                     | ancha    | s/d               | 1997                |

Desde el año 1993 –año en que comenzaron las privatizaciones– hasta el año 1999 –comienzo de una crisis económica y derrota electoral del menemismo– los precios del transporte casi se triplicaron. El déficit disminuyó durante unos cuantos meses, para después volver a aumentar; eso obligó a otorgar y pagar subsidios para que los concesionarios continuasen operando la red. De hecho, los subsidios rondaban los 400 millones de dólares anuales.
Entre 1993 y 1999, el número de pasajeros registrados para todas las líneas aumentó un 127%, alcanzando un total anual de 481 millones de pasajeros anuales. Es probable que parte de esta diferencia se deba a una mejora en el control de quienes intentaban viajar gratis y al aumento de las frecuencias del General Roca, aprovechando su electrificación relativamente reciente. En 1999 el menemismo perdió las elecciones, y las autoridades de control se desorganizaron en medio de la crisis del «corralito», de modo que los «colados» aumentaron rápidamente. En el año 2002, en plena crisis, el número de pasajeros transportados registrados fue de 358 millones, es decir un 25% menos; luego comenzaron a recuperarse gradualmente tanto el poder adquisitivo de quienes viajaban como el control de pasajes, aunque nunca se volvió al número de pasajeros registrados de 1999.

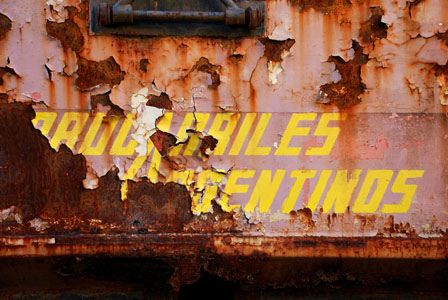
Abandono de material rodante.

### Red ferroviaria actual

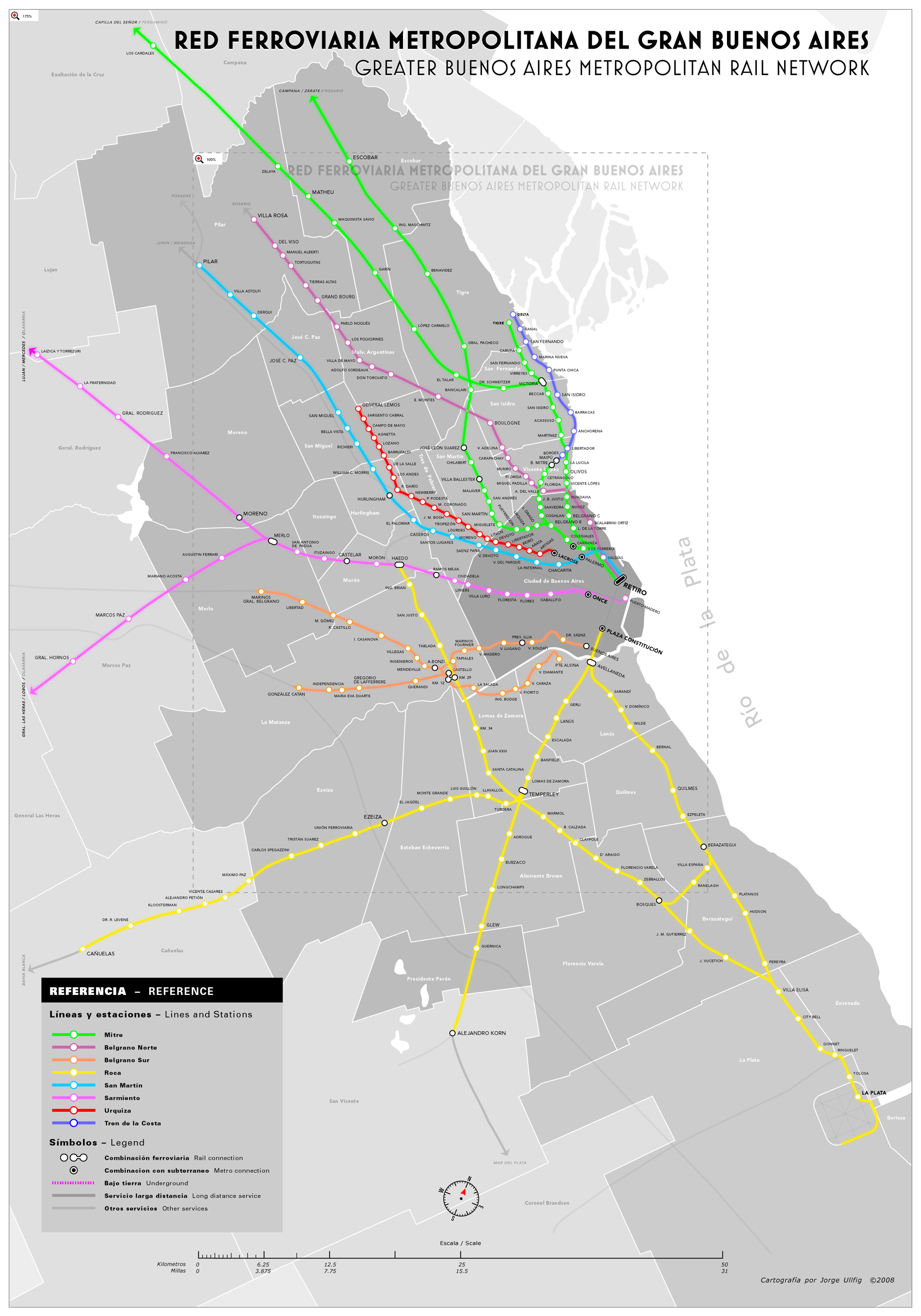
Red Metropolitana de Buenos Aires

En la actualidad la red total ha quedado reducida a 4638 km para servicios de pasajeros y aproximadamente 18 000 km para servicios de carga.
En 2005, el presidente Néstor Kirchner firmó el decreto 1683/05, por el que se le daba forma a varias promesas que había hecho desde antes de las elecciones que lo llevaron al poder: lo más importante del proyecto era la electrificación de todas las vías suburbanas de las líneas San Martín, Belgrano Norte y Belgrano Sur. Se compraron muchas locomotoras usadas y se renovaron las instalaciones. En el Roca se elevaron los andenes, porque los trenes suburbanos tienen salidas al nivel del piso interior. No obstante, dejando de lado el éxito en el Roca, los gobiernos kirchneristas no lograron fondos suficientes ni para empezar a construir un metro cuadrado: solamente alcanzaron a modernizar los coches de la línea A del subte.
En 2008, el gobierno argentino anunció la construcción de un tren de alta velocidad entre las ciudades de Buenos Aires, Rosario y Córdoba. Se avanzó un poco con la parte burocrática del proyecto, pero la crisis económica global del 2008 hizo imposible su realización.
En octubre de 2014 comenzó a circular, luego de años de ausencia, la línea principal del Ferrocarril Sarmiento; inicialmente iría hasta Santa Rosa, pero algunos daños hicieron que se desviase hacia General Pico, más un ramal con transbordo de Catriló a Santa Rosa. Ese mismo año comenzó a circular un nuevo tren entre Buenos Aires y Mar del Plata. En febrero de 2015 se inició la renovación de vías en el tramo Retiro-Rosario.

### El futuro
En diciembre de 2023 llegó al gobierno argentino el libertario Javier Milei, que prometió privatizar todas las empresas públicas nacionales que quedaban. En febrero de 2024, el ministro de economía Luis Caputo afirmó que la nueva Ferrocarriles Argentinos opera con un déficit diario de tres millones de dólares.